# Église Sainte-Marguerite de Glaignes
Pour les articles homonymes, voir Église Sainte-Marguerite.
L'église Sainte-Marguerite est une église catholique paroissiale située à Glaignes, en France. Malgré un aspect encore roman et ses fenêtres en plein cintre, elle a été bâtie en plusieurs campagnes rapprochées au début du XIIIe siècle, dans le style gothique primitif. Des chapelles ont été ajoutées peu de temps après l'achèvement, au nord et au sud de la travée droite du chœur. L'église Sainte-Marguerite se signale par une construction solide ; une façade bien composée ; un clocher de facture romane, caractéristique de la région ; une belle homogénéité ; et par l'effet monumental de sa nef. Bien que construite à l'économique et conçue pour ne pas être voûtée, elle paraît élégante et élancée, et ses grandes arcades avec leurs chapiteaux de qualité sont remarquables. L'église a été classée aux monuments historiques par arrêté du 22 octobre 1913. Elle est aujourd'hui affiliée à la paroisse la vallée de l'Automne avec siège à Verberie. Les messes dominicales y sont célébrées occasionnellement le dimanche à 9 h.

## Localisation
L'église Sainte-Marguerite est située en France, en région Hauts-de-France et dans le département de l'Oise, dans la vallée Sainte-Marie (ruisseau affluent de l'Automne), sur la commune de Glaignes, rue du sieur de Javelle. L'église est bâtie sur une terrasse à flanc de coteau, à l'orée du bois, à la limite ouest du village, dont elle domine la partie basse. C'est le chevet que l'on aperçoit de loin en approchant l'église depuis le village. En gravissant la colline, on peut également bénéficier d'une perspective partielle sur l'élévation méridionale, mais les arbres ne permettent pas de tout voir. La façade occidentale regarde le versant oriental du plateau du Valois. Elle est précédée d'un parvis exigu, et il n'est guère possible de la contempler avec quelque recul. Les deux élévations latérales donnent sur le cimetière, mais la partie sud du cimetière n'est qu'un étroit lopin de terre, et enclavée dans le domaine du château. L'élévation méridionale de l'église est donc également difficilement appréciable. On peut néanmoins faire le tour de l'église.

## Historique

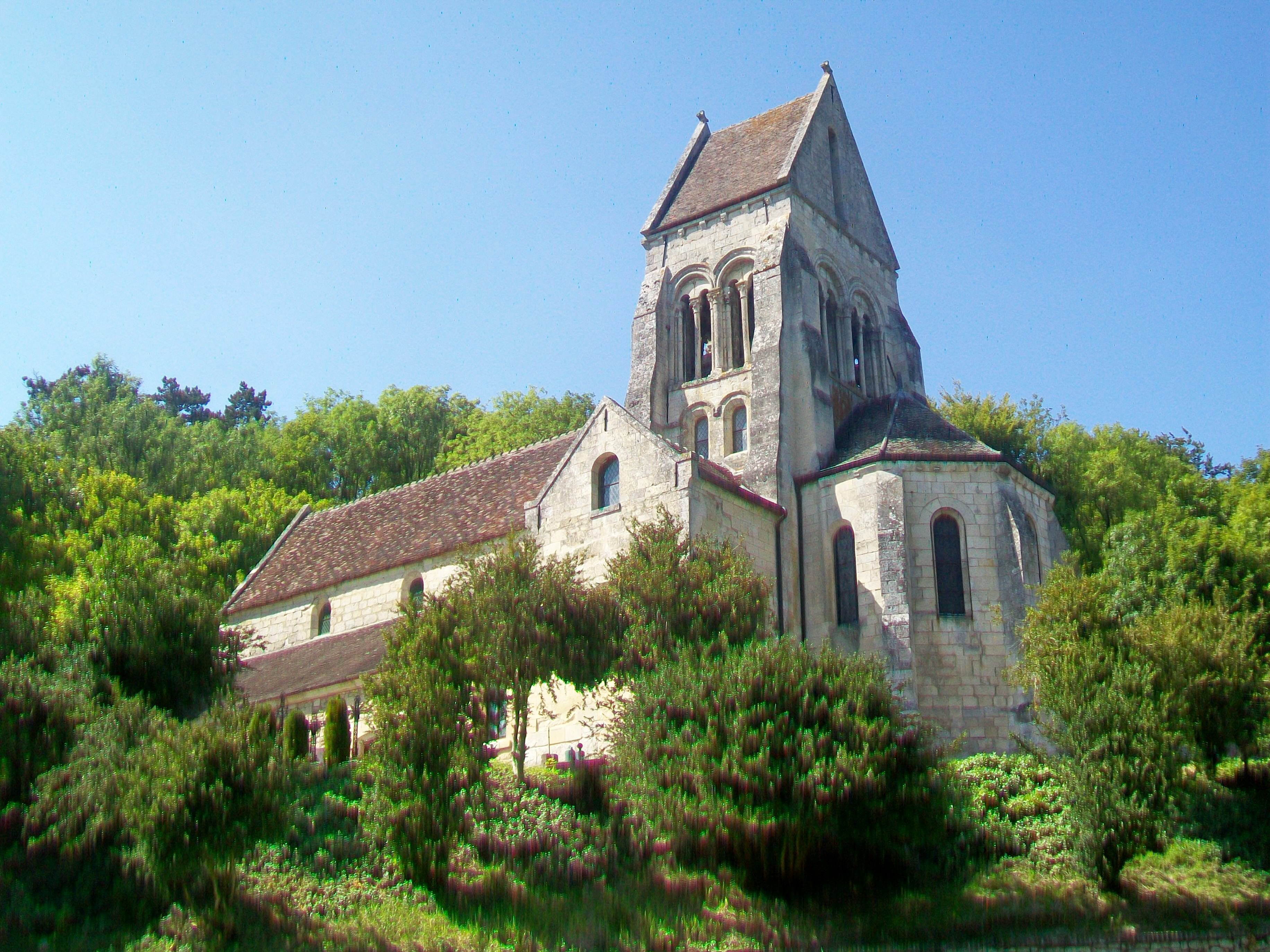
Vue depuis le sud-est.

En 1215, le roi Philippe Auguste cède, par un échange, les dîmes de Glaignes, Séry et Bouillant à l'évêque Guérin. Un acte de 1227, recopié par le chanoine Afforty, de Senlis, précise l'étendue du dîmage de Glaignes. Le premier curé de Glaignes dont le nom soit connu est Raoul, en 1308. L'on ne dispose pas de mentions plus anciennes du village, et les origines de la paroisse se perdent dans le temps. Elle remonte au moins à la fin du XIIe siècle, quand se prépare la construction de l'église actuelle. Louis Graves affirme même que la paroisse de Glaignes est matrice, c'est-à-dire primitive et l'une des plus anciennes du diocèse de Senlis, dont elle dépend du temps de l'Ancien Régime. Elle est comprise dans le doyenné de Crépy-en-Valois. Le collateur de la cure est l'évêque de Senlis. La sainte patronne de l'église est Notre-Dame selon Louis Graves et Dominique Vermand, et sainte Marguerite d'Antioche selon la paroisse et la mairie. C'est vraisemblablement sa seconde patronne, et l'église en possède deux statues. Aucune autre église des environs n'étant dédiée à sainte Marguerite, ce titre permet d'éviter la confusion, car les églises consacrées à Notre-Dame sont très nombreuses.

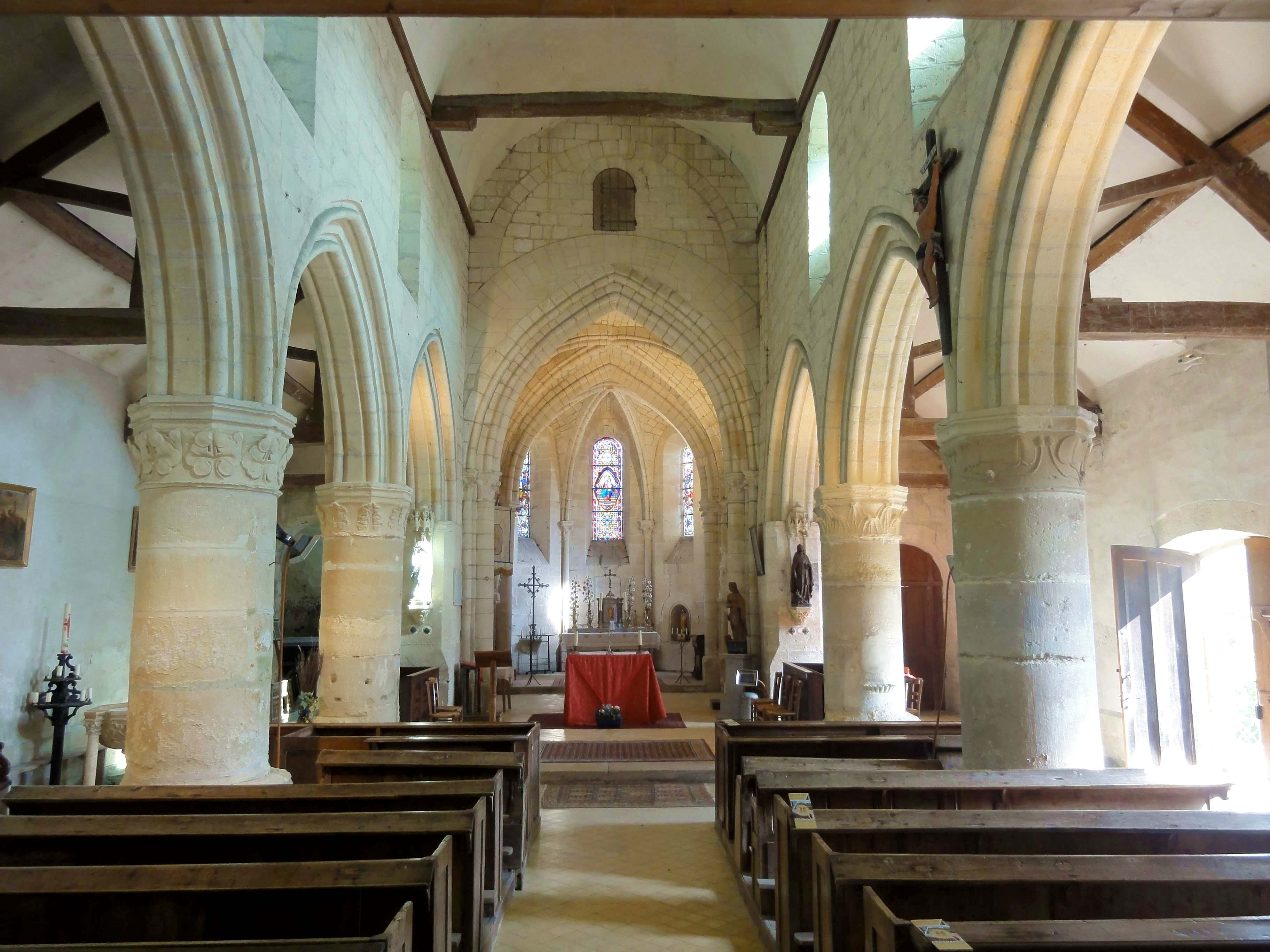
Vue générale intérieure.

Les documents d'archives faisant défaut, l'époque de construction de l'église Sainte-Marguerite doit être déterminée par l'analyse stylistique de ses caractéristiques, et des principaux éléments de sa modénature et sculpture. Pour Louis Graves, l'appartenance du portail à la première période gothique apparaît déjà comme une évidence, et les voûtes évoquent pour lui le XIIIe siècle. Eugène Müller date l'édifice de la seconde moitié ou de la fin du XIIe siècle, et s'appuie sans doute sur l'arc en plein cintre des fenêtres et le type du clocher, qui évoque plusieurs clochers romans des environs, dont Béthisy-Saint-Martin, Orrouy et Saint-Vaast-de-Longmont. En connaissance de cause, mais sans préciser ses arguments, Dominique Vermand affirme qu'en dépit de certains éléments rappelant l'architecture romane, l'ensemble de l'église aurait été bâtie en trois campagnes rapprochées au début du XIIIe siècle. Cet auteur a étudié la plupart des monuments religieux de la région. D'après lui, la construction aurait commencé par le chœur, au tout début du XIIIe siècle, et se serait poursuivie par le clocher, la nef, les bas-côtés et la façade. L'église est donc homogène, et ne comporte en élévation aucun élément de la précédente église. Une fois achevée, deux chapelles ont été ajoutées au nord et au sud de la première travée du chœur, qui sert en même temps de base au clocher. L'église a été classée aux monuments historiques par arrêté du 22 octobre 1913. Elle est aujourd'hui restaurée, et se présente dans un parfait état de conservation.
Le Concordat de 1801 apporte la suppression définitive du siège épiscopal de Senlis. Dans un premier temps, les paroisses du département de l'Oise sont rattachées au diocèse d'Amiens, puis le diocèse de Beauvais est rétabli en 1822, et devient le siège épiscopal pour l'ensemble des paroisses de l'Oise. Selon Louis Graves, l'église de Glaignes fait alors partie de la paroisse de Séry-Magneval (1843). Ce village n'ayant qu'un faible nombre d'habitants, l'on peut supposer qu'un regroupement paroissial avec plusieurs autres villages est créé à la suite, mais aucun auteur n'en fait état. Le nombre de prêtres régresse depuis la loi de 1905 sur la séparation des Églises et de l'État, et plusieurs paroisses des environs perdent leur curé au cours des années 1930 et 1940 : Néry en 1930, Gilocourt à la fin des années 1930 et Saint-Sauveur en 1947. En 1996, le manque de prêtres motive la définition de seulement quarante-cinq nouvelles paroisses à l'échelle du département, et Glaignes est réunie à la paroisse de Verberie. Cette très grande paroisse au titre de « paroisse de la vallée de l'Automne / paroisse Saint-Pierre » s'étend sur quatorze communes dont deux disposent de deux, voire trois églises (Néry et Fresnoy-la-Rivière). Le calendrier paroissial prévoyant des messes hebdomadaires dans deux églises (Verberie et Béthisy) et des messes bi-hebdomadaires dans deux autres (Saint-Sauveur et Morienval), il n'y a guère plus qu'une messe par trimestre à Glaignes. Il s'agit de messes dominicales célébrées le dimanche matin à 9 h 00, à tour de rôle avec Morienval et une autre église de la haute Vallée de l'Automne.

## Description

Plan de l'église.

### Aperçu général
Orientée un peu irrégulièrement avec une déviation de l'axe de l'édifice vers le nord-est de 26° du côté du chevet, l'église répond à un plan cruciforme symétrique, qui a été rendu irrégulier par la transformation de la chapelle sud en sacristie. L'église se compose d'une nef non voûtée de quatre travées accompagnée de deux bas-côtés de longueur identique ; d'un chœur de deux travées comportant une travée droite et une abside à cinq pans ; et de deux chapelles au nord et au sud de la première travée du chœur, que l'on peut considérer comme croisée du transept. Cette travée sert également de base au clocher en bâtière. Seulement le chœur et les chapelles latérales sont voûtés d'ogives. L'on accède à l'église par le portail occidental de la nef, ou un portail latéral dans la troisième travée du bas-côté sud. La structure des toitures est conforme au plan, avec des pignons à l'ouest, au nord et au sud, et des toits en appentis prenant appui contre les murs gouttereaux de la nef pour les bas-côtés.

### Intérieur

#### Nef et bas-côtés

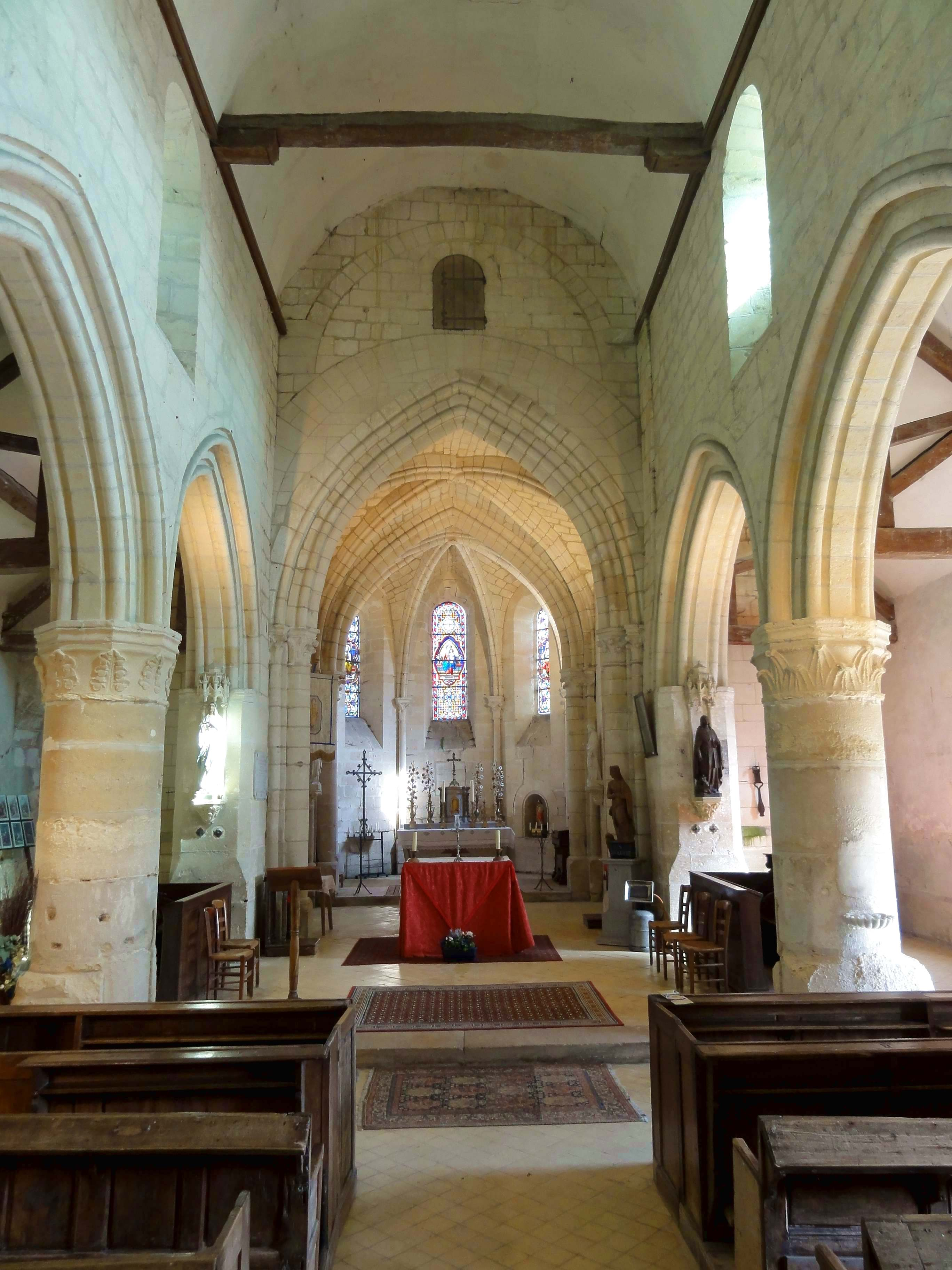
Nef, vue vers l'est.

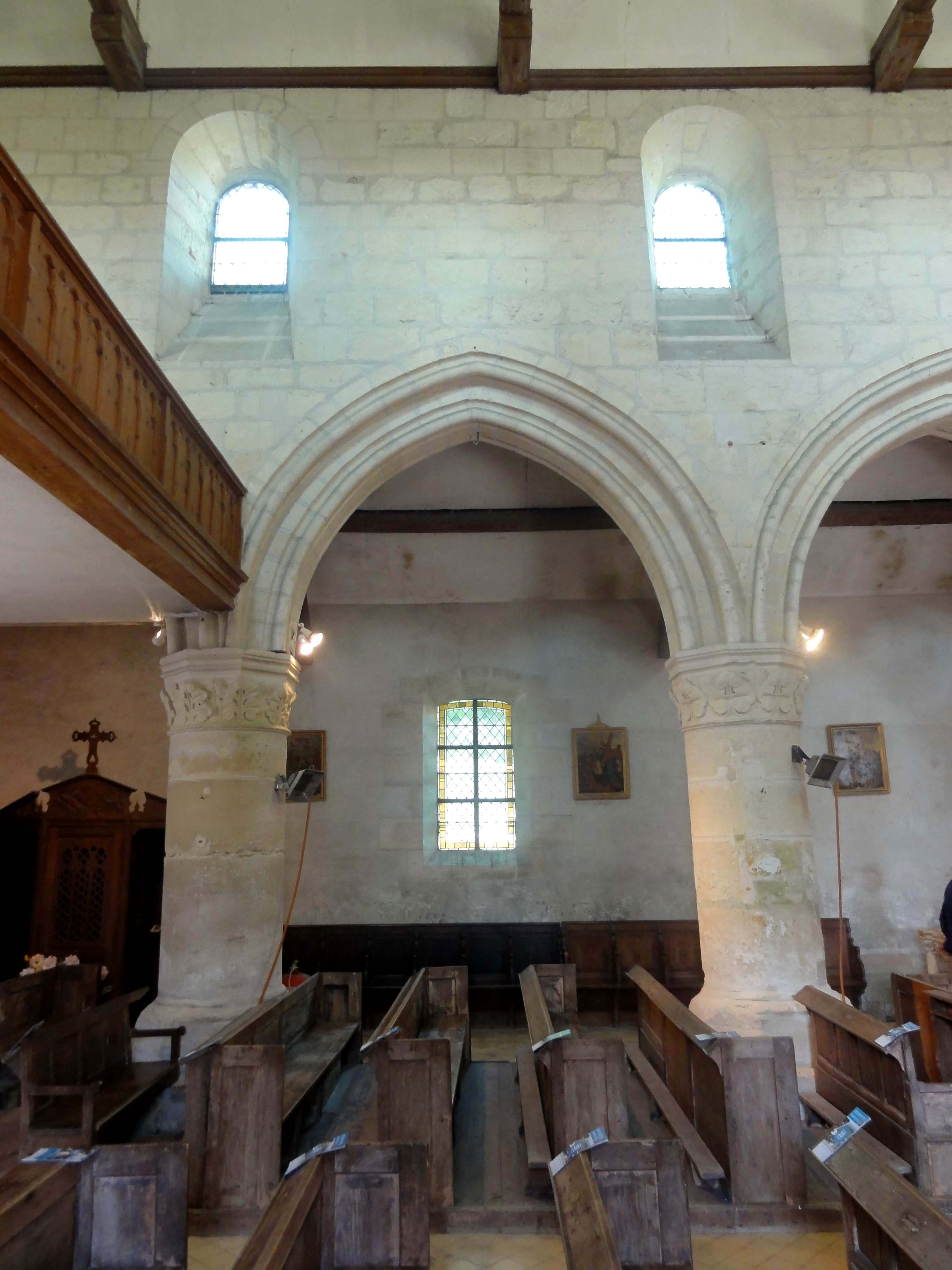
2e travée, élévation nord.

Pour Eugène Müller, l'intérieur de l'église est d'une architecture robuste et agréable à l'œil. Les murs gouttereaux de la nef sont environ deux fois plus hauts que la nef est large. Le plafond, qui est une fausse voûte en berceau en bois plâtré, ajoute encore de l'élévation. Pour obtenir la même hauteur sous une nef voûtée d'ogives, il aurait fallu monter les murs goutteraux plus hauts, car les voûtes sont toujours entièrement prises sur l'élévation des murs, et le volume compris dans la toiture reste inexploité. Les trois entraits de la charpente sont visibles depuis la nef, et trahissent la nature véritable de la voûte. Les élévations latérales comportent deux niveaux, à savoir l'étages des grandes arcades et l'étage des fenêtres hautes. Les grandes arcades, sans tenir compte de leur mouluration, représentent deux tiers de la hauteur des murs gouttereaux. Ceci ne laisse que peu de place aux fenêtres, qui sont petites, et alignées au-dessus des piliers. Au XIIe siècle dans le Beauvaisis et le Valois, c'est une disposition courante dans les nefs conçues pour ne pas être voutées. D'autres exemples dans les environs sont Béthancourt-en-Valois, Champlieu (commune d'Orrouy), Gilocourt, Orrouy, Saint-Gervais de Pontpoint et Vauciennes. L'on compte ainsi quatre grandes arcades au nord et au sud, mais seulement trois fenêtres hautes. Elles sont en plein cintre, fortement ébrasées, et s'ouvrent au-dessus d'un long glacis à gradins, comme dans la chapelle de la Vierge de Condécourt, dans l'abside de Moussy et dans les nefs de Bailleval, Champlieu et Saint-Félix. De telles fenêtres ne détonneraient pas à la première moitié du XIIe siècle. Toutes les parties hautes de la nef traduisent une grande économie des moyens, mais ce n'est pas le cas des grandes arcades. Comme déjà dans la nef de Villers-Saint-Paul vers 1130, elles sont en tiers-point. Contrairement aux nefs plus anciennes, elles ne sont pas simplement chanfreinées, mais moulurées. Elles sont à double rouleau, et chaque rang de claveaux est mouluré d'un tore dégagé,.
Les arcades retombent sur des tailloirs octogonaux, dont l'assiette n'aurait pas suffi pour recevoir les nervures des voûtes des bas-côtés et les faisceaux de colonnettes des hautes-voûtes : avec la position des fenêtres, c'est l'une des deux preuves que l'absence de voûtes ne doit pas être comprise comme un signe d'inachèvement. La forme des corbeilles des chapiteaux est commandée par les tailloirs, dont leur partie supérieure épouse exactement la forme, et par le diamètre des piliers monocylindriques appareillées en tambour, sur lesquelles elles ne débordent pas. Eugène Müller qualifie les chapiteaux de trapus, et leur galbe d'un peu vulgaire. Comme le souligne Dominique Vermand, de simples mais belles feuilles découpées tapissent les angles : des feuilles charnues du nénuphar associées à la vigne sauvage, des feuilles de vigne, du cresson, des feuilles d'acanthe. L'on trouve aussi quelques autres espèces végétales, ainsi qu'un chapiteau de feuilles striées aux extrémités recourbées en crochets, au dernier pilier isolé du sud. Au début des grandes arcades, les chapiteaux et tailloirs sont à moitié engagés dans le mur occidental ; à la fin des grandes arcades, celles-ci retombent sur de simples massifs de maçonnerie, ce qui devrait être le résultat d'une réfection. Sauf ici, les bases se composent d'un petit et d'un gros boudin aplatis, qui paraissent écrasés par les piliers, et prennent appui sur des socles octogonaux, dont certains sont entourés de bancs de pierre également octogonaux, comme si le sol de la nef avait été abaissé,.
Il reste à insister sur les deux extrémités de la nef. Le mur occidental est ajouré d'une rosace à six festons entourée d'un chanfrein, avec un vitrail représentant les instruments de la Passion du Christ, et le tympan du portail est percé d'une rosace à quatre festons. Ces rosaces n'ont pas de remplage, mais sont obtenues par la superposition de petits cercles à un grand cercle, l'ensemble étant découpé dans des dalles de pierre. L'arc triomphal vers le chœur ressemble aux grandes arcades, mais est à la fois plus haut et plus large, et retombe sur des faisceaux de trois colonnettes. L'important portion de murs au-dessus de l'arc triomphal met en exergue la différence de hauteur entre la nef et le chœur, qui, du fait de son voûtement d'ogives, est nettement plus bas. Au-dessus de l'arc triomphal, l'appareil comporte un arc de décharge en plein cintre, aussi large que la nef ; une porte en plein cintre donnant sur la salle haute au premier étage du clocher ; et un second arc de décharge, moins large et à un seul rang de claveaux. Pas grande chose n'est à dire à propos des bas-côtés, qui ne possèdent des fenêtres qu'au niveau de la seconde et de la quatrième grande arcade, et qui ont pour plafond le dessous des toits en appentis, dont la charpente est apparente,.

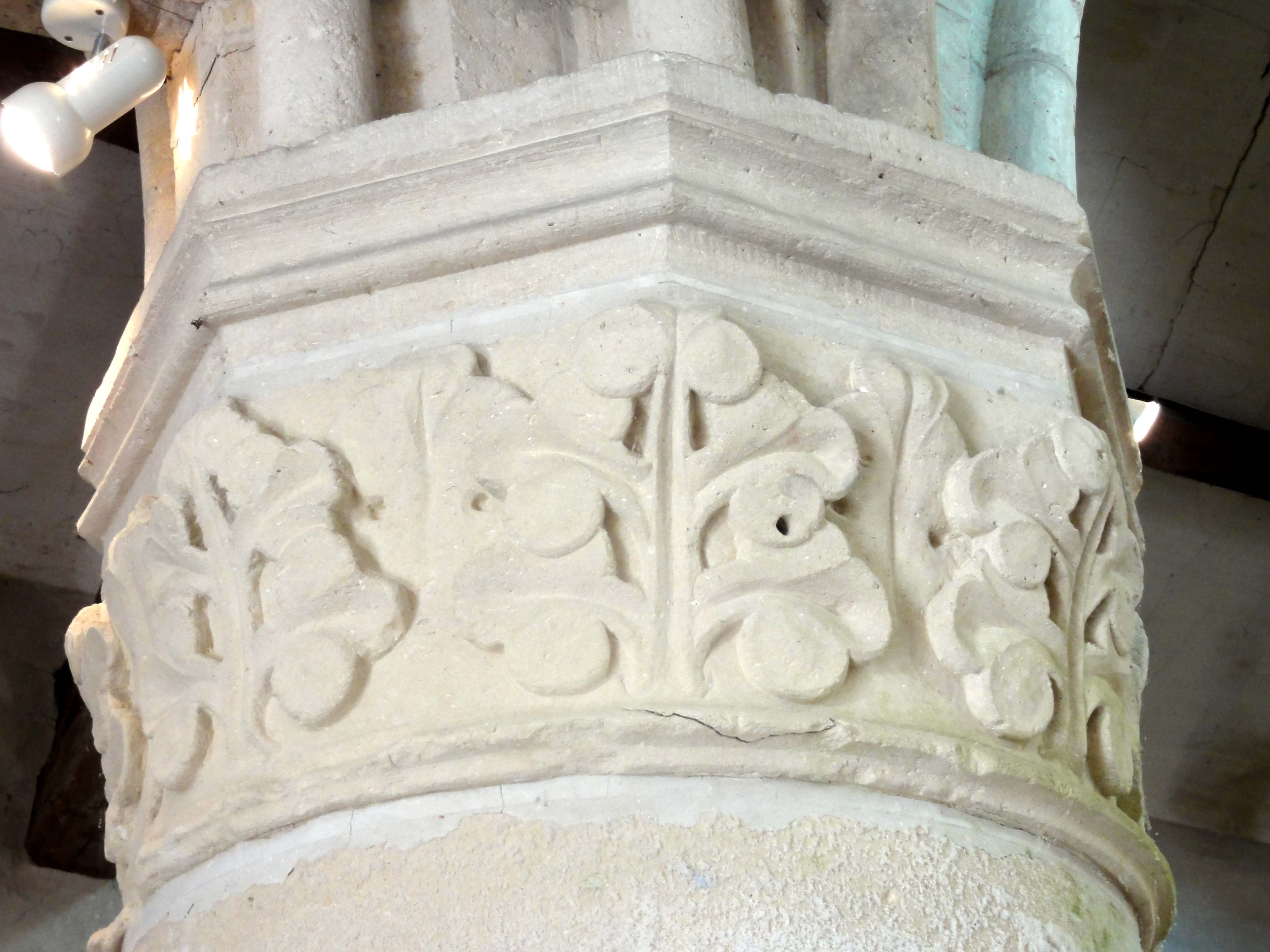
Chapiteau.
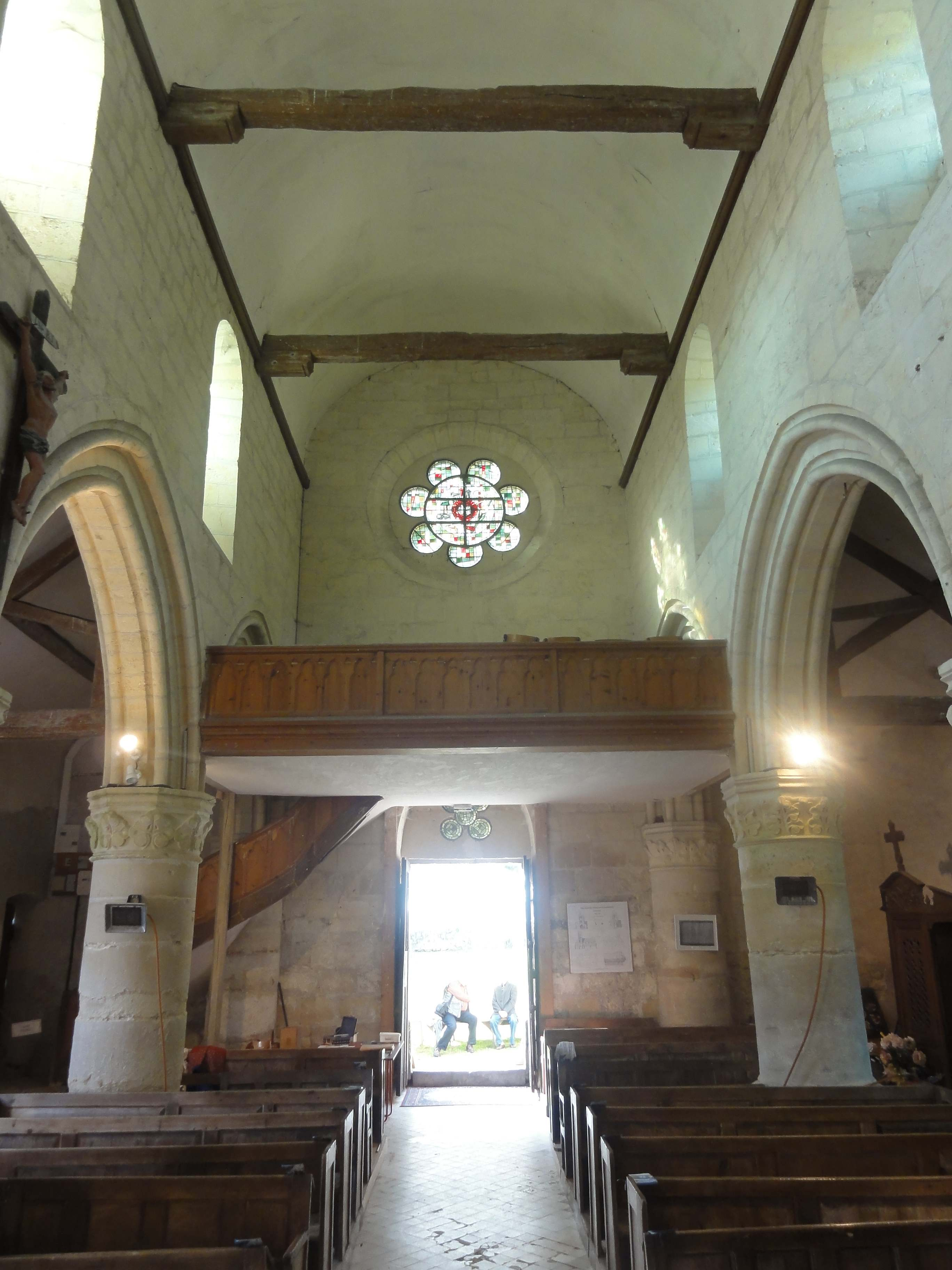
Nef, vue vers l'ouest.
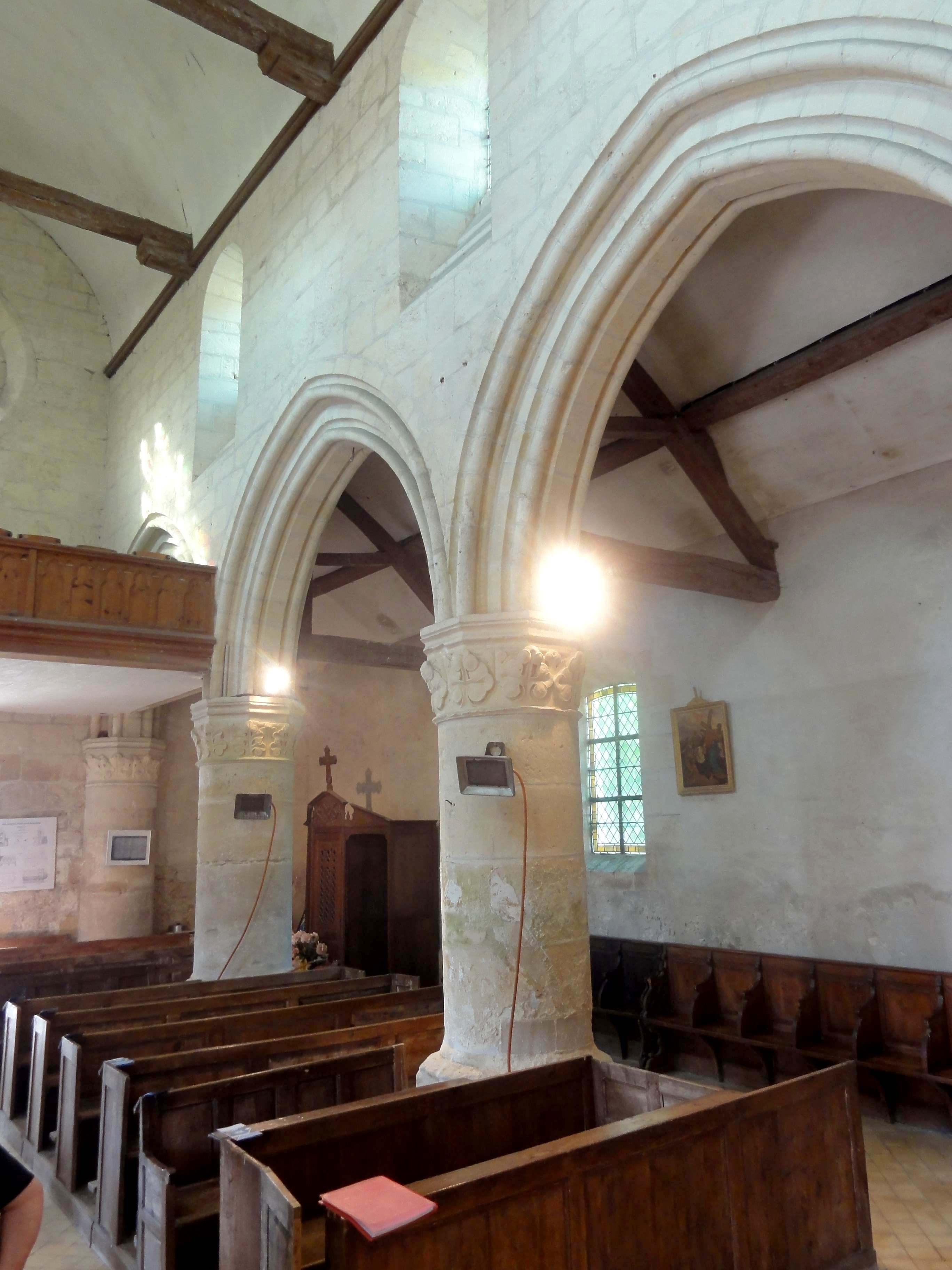
Grandes arcades du nord.
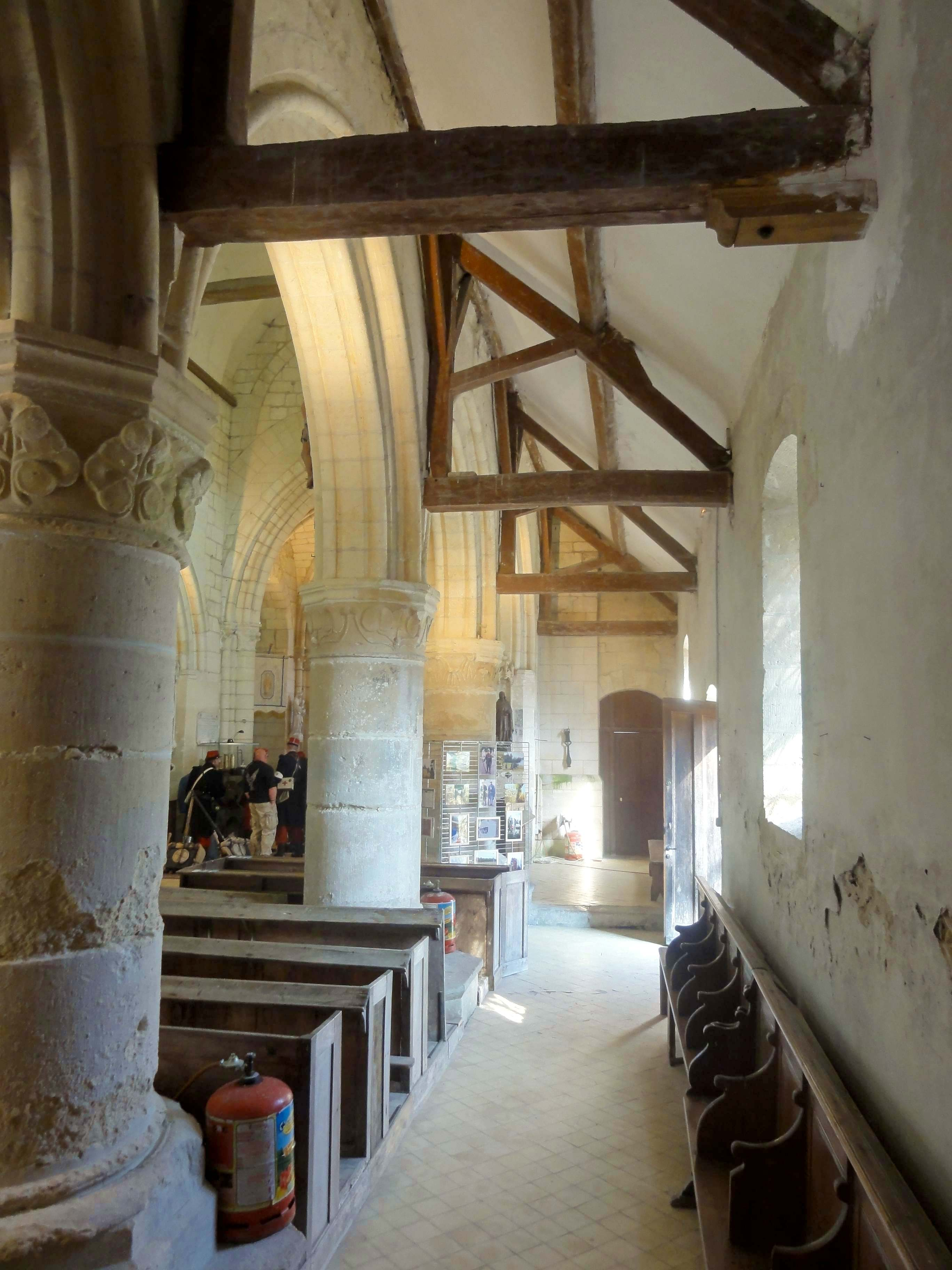
Bas-côté sud.
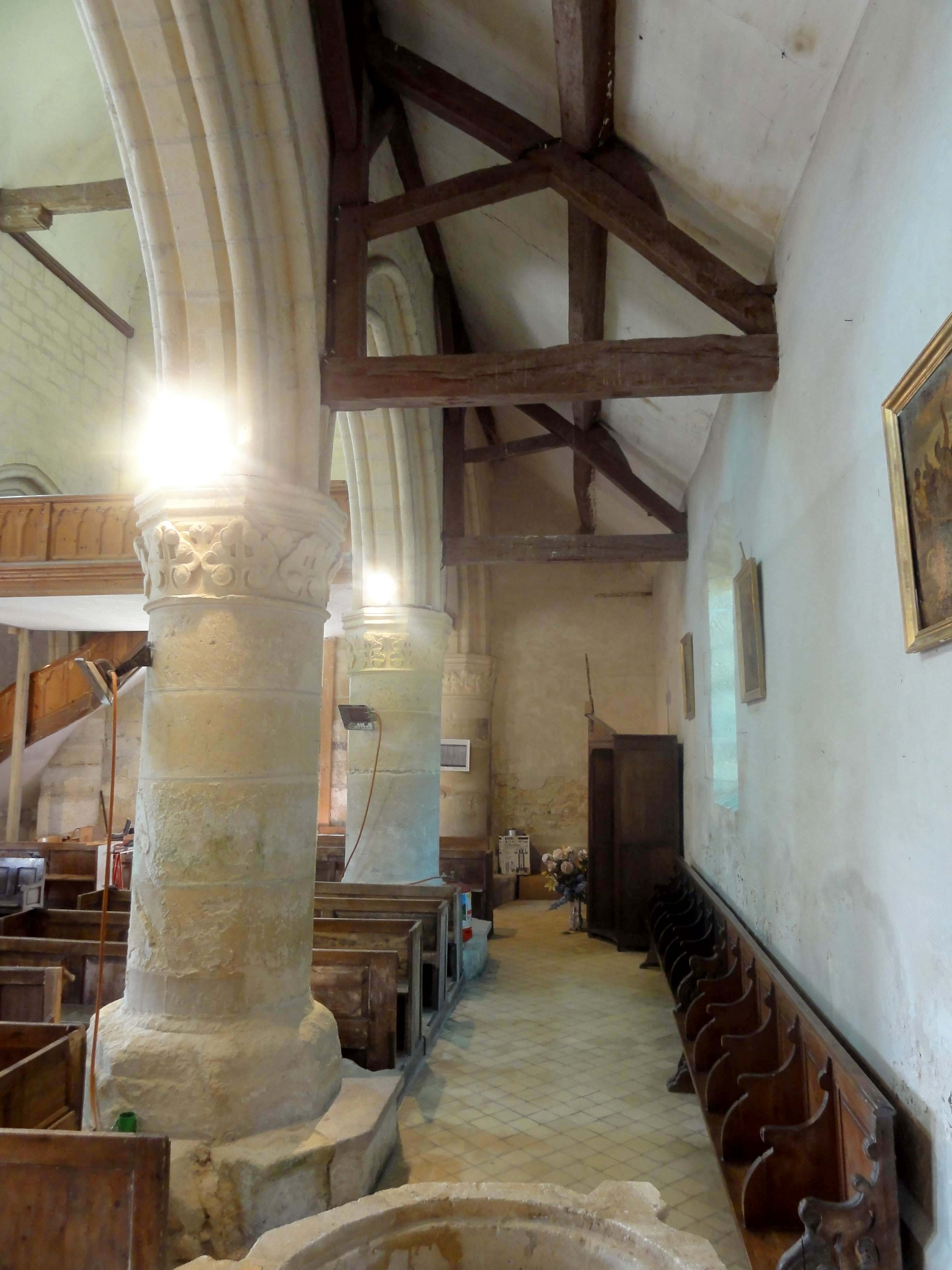
Bas-côté nord.
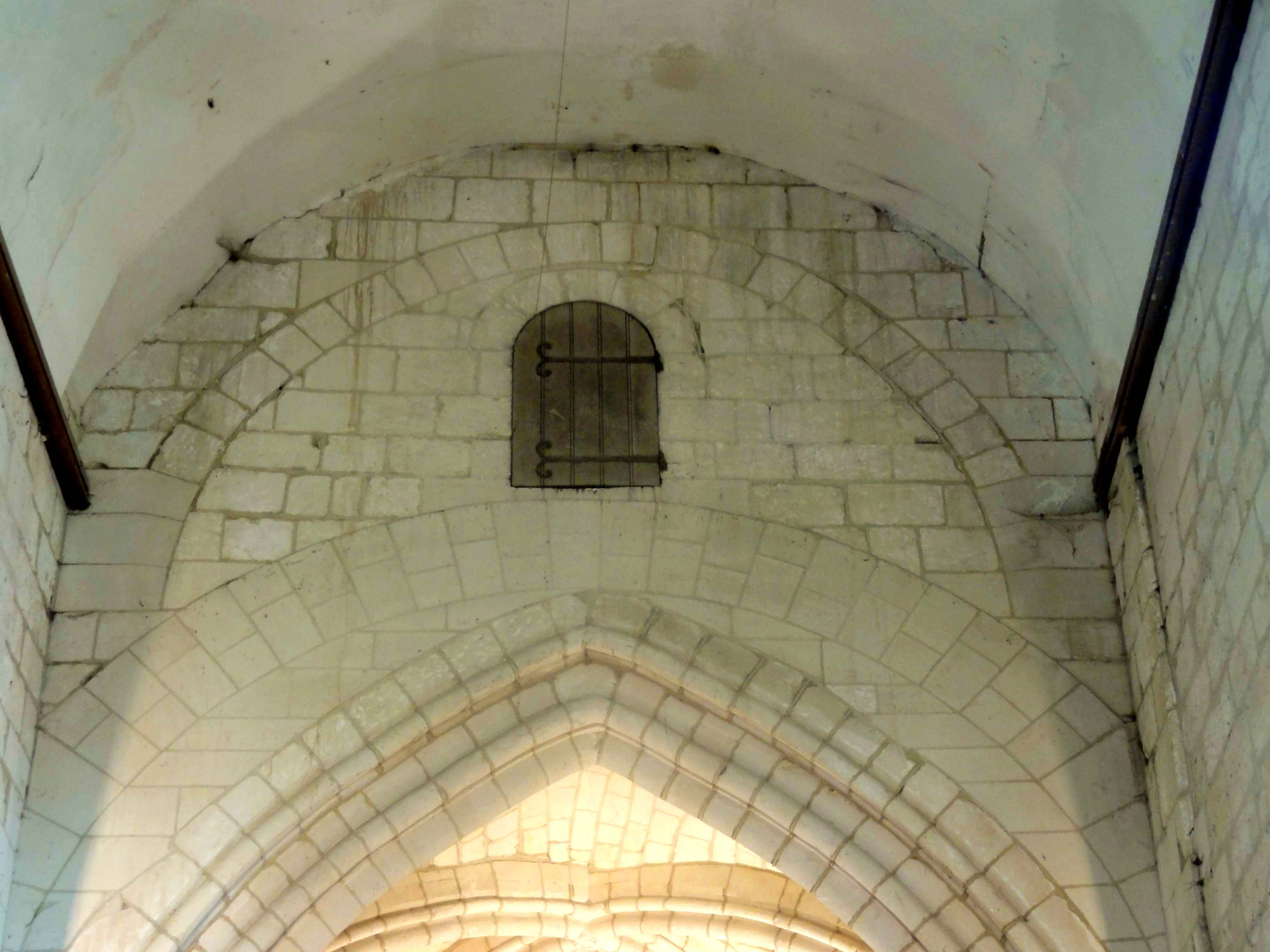
Mur occidental du clocher.

#### Chœur

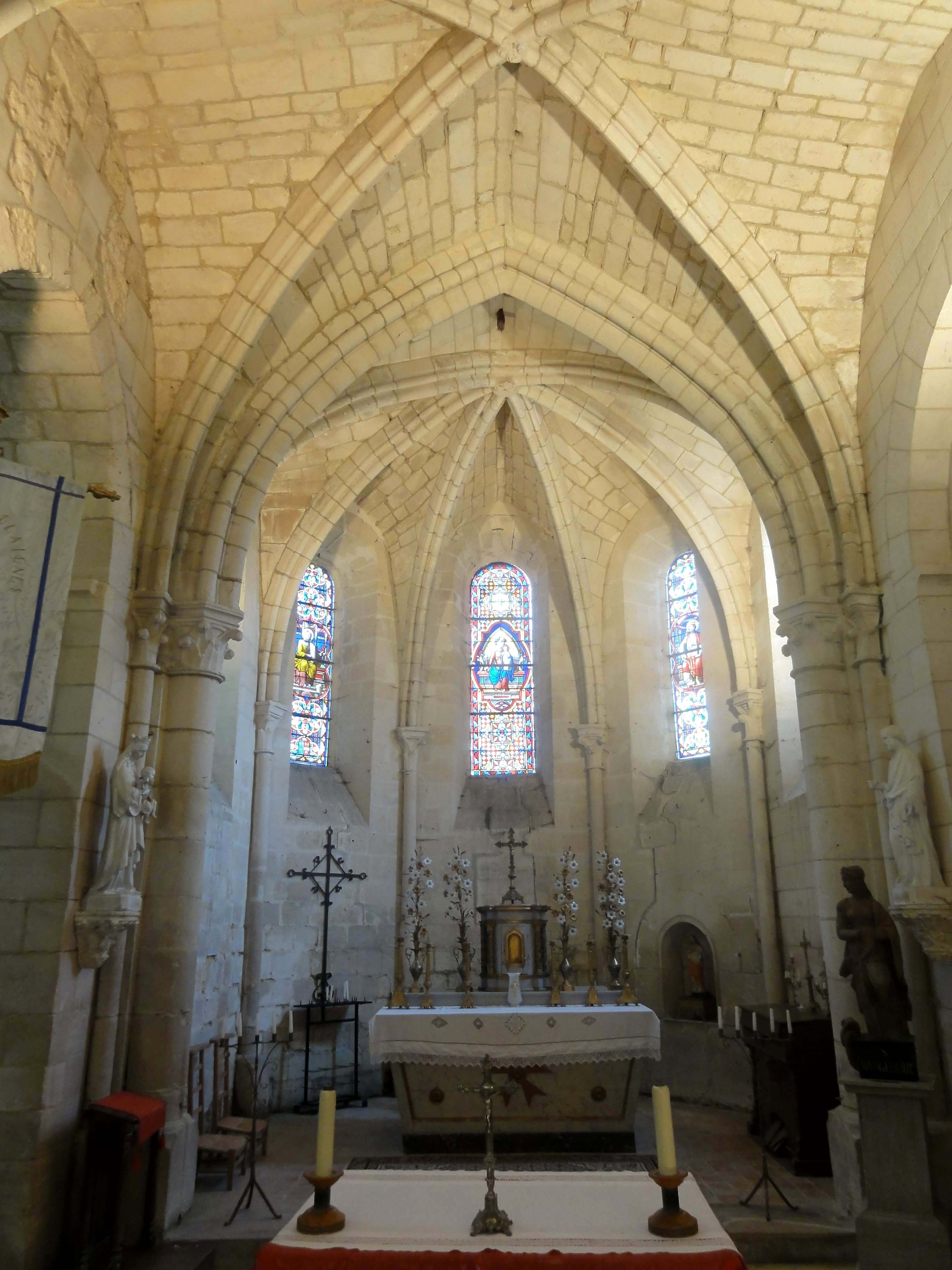
Chœur, vue vers l'est.

Le chœur a la même largeur que la nef, mais est loin d'atteindre sa hauteur, ce qui n'est qu'en partie imputable aux voûtes. L'arc triomphal, déjà signalé, est à double rouleau. Le rouleau supérieur retombe sur le tailloir carré d'une fine colonnette côté nef, mais sur le tailloir à pointe d'une forte colonnette côté chœur. Ce tailloir est partagé avec le rouleau inférieur. C'est peut-être sa forme en pointe, dite aussi à bec, qui a motivé Dominique Vermand à rajeunir l'église par rapport aux datations plus anciennes. Les ogives de la première travée sont reçus par les tailloirs des fines colonnettes, qui flanquent les fortes colonnettes côté chœur. C'est donc pour obtenir un faisceau symétrique de trois colonnettes que le maître d'œuvre n'a pas prévu de colonnettes supplémentaires pour le rouleau supérieur, et aussi par souci d'homogénéité avec le doubleau intermédiaire du chœur, dont les supports sont identiques à l'arc triomphal. Les deux rouleaux du doubleau retombent sur les tailloirs à bec des fortes colonnettes, et les ogives sur les tailloirs carrés des fines colonnettes qui la flanquent. Il n'y a pas de formerets. Pour cette raison, des colonnettes uniques suffisent entre deux pans de l'abside. Toutes les colonnettes sont appareillées. Elles portent des chapiteaux de crochets analogues au troisième pilier au sud de la nef, parfois plus élaborés, ou agrémentés par des feuilles appliquées supplémentaires qui se joignent aux motifs de base. Le profil des ogives est d'un tore aminci en forme d'amande entre deux tores de moindre diamètre, l'ensemble étant posé sur un bandeau chanfreiné. C'est un profil très courant à la première période gothique et au-delà, et qui ne permet pas une datation. Les clés de voûte sont des petites rosaces, dont le diamètre ne dépasse pas la largeur du tore central des ogives, et que l'on observe dès les années 1130 à Bury, Cambronne-lès-Clermont et Foulangues, par exemple. Alors que les voûtes sont en tiers-point tout comme les grandes arcades, les cinq fenêtres de l'abside sont en plein cintre. Elles sont plus hautes que leurs homologues de la nef, et leurs glacis sont lisses. Les fenêtres de la première travée ont disparu au moment de l'adjonction des chapelles, quand des arcades on tiers-point ont été percées dans ses murs. Ces arcades retombent sur des impostes moulurés,.

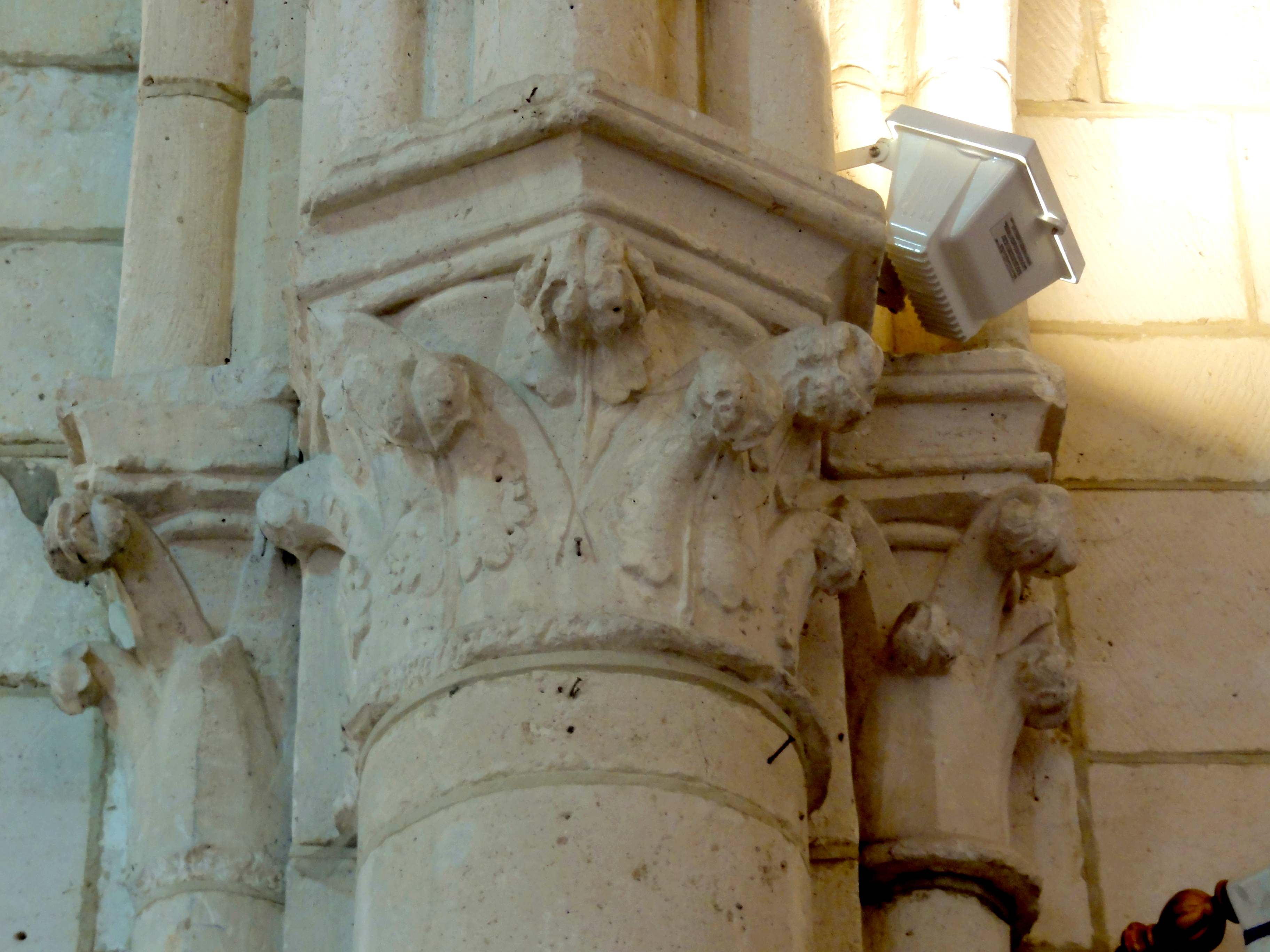
Chapiteaux.
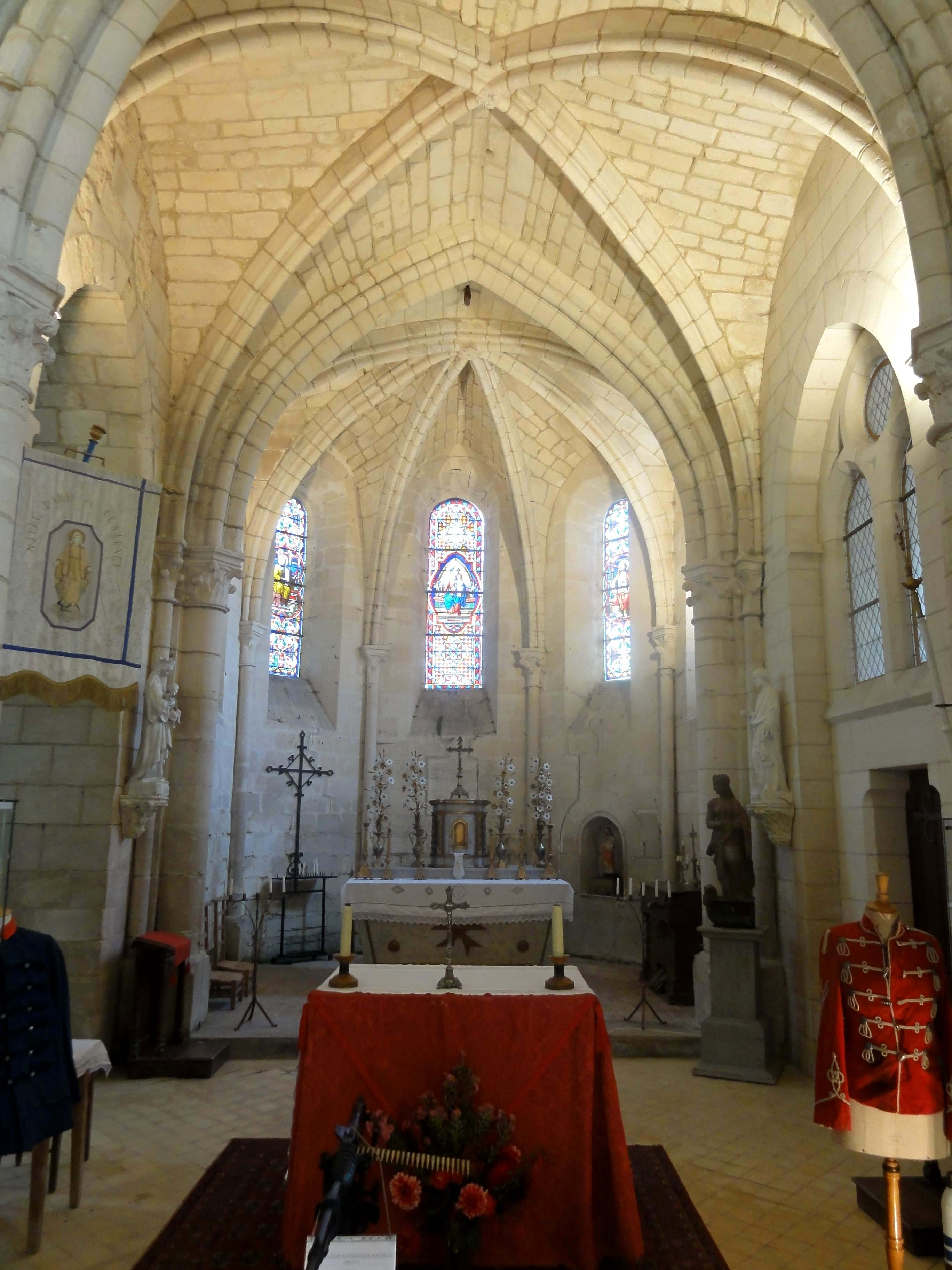
Chœur, vue vers l'est.
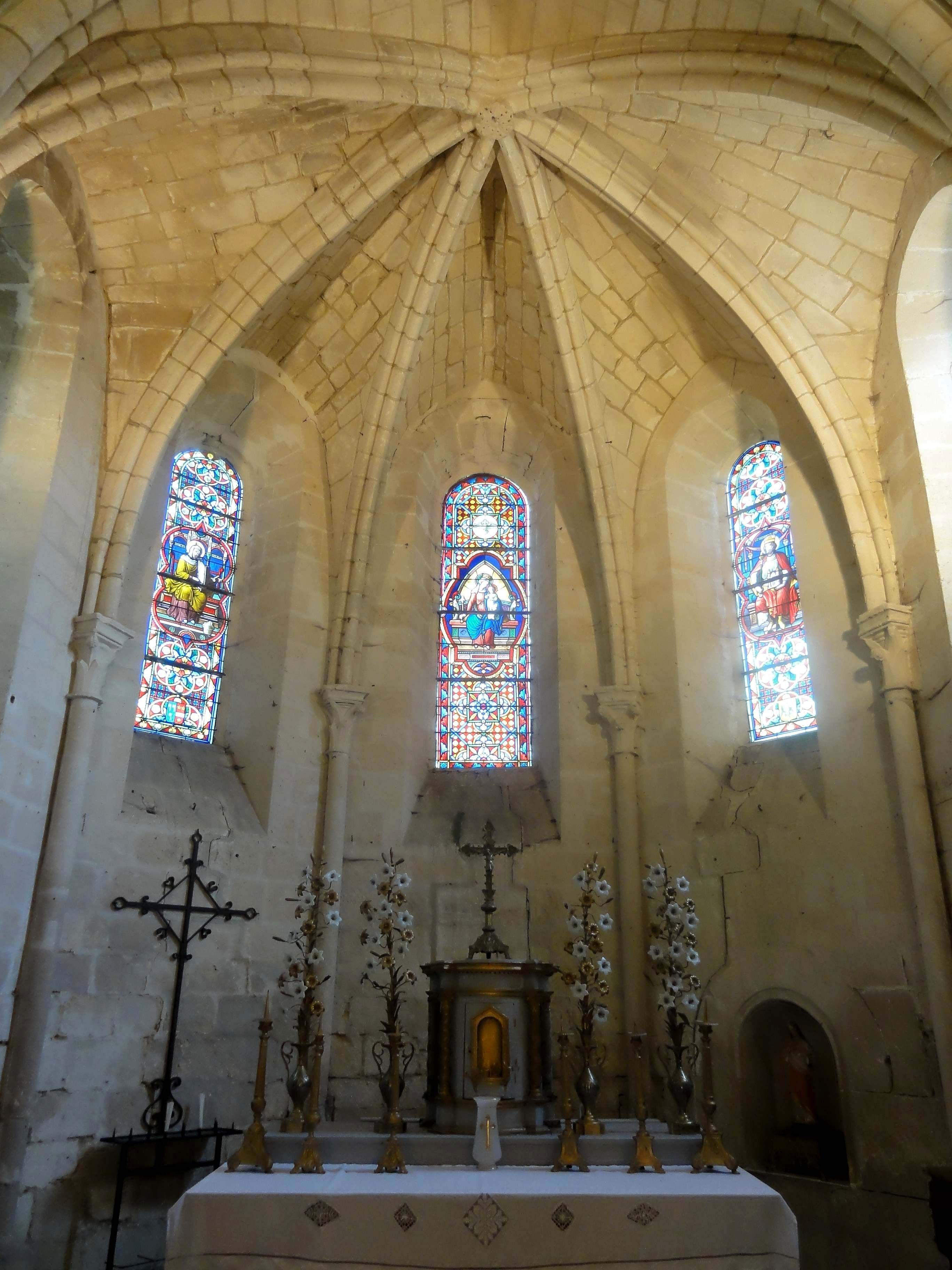
Chœur, vue vers l'est.
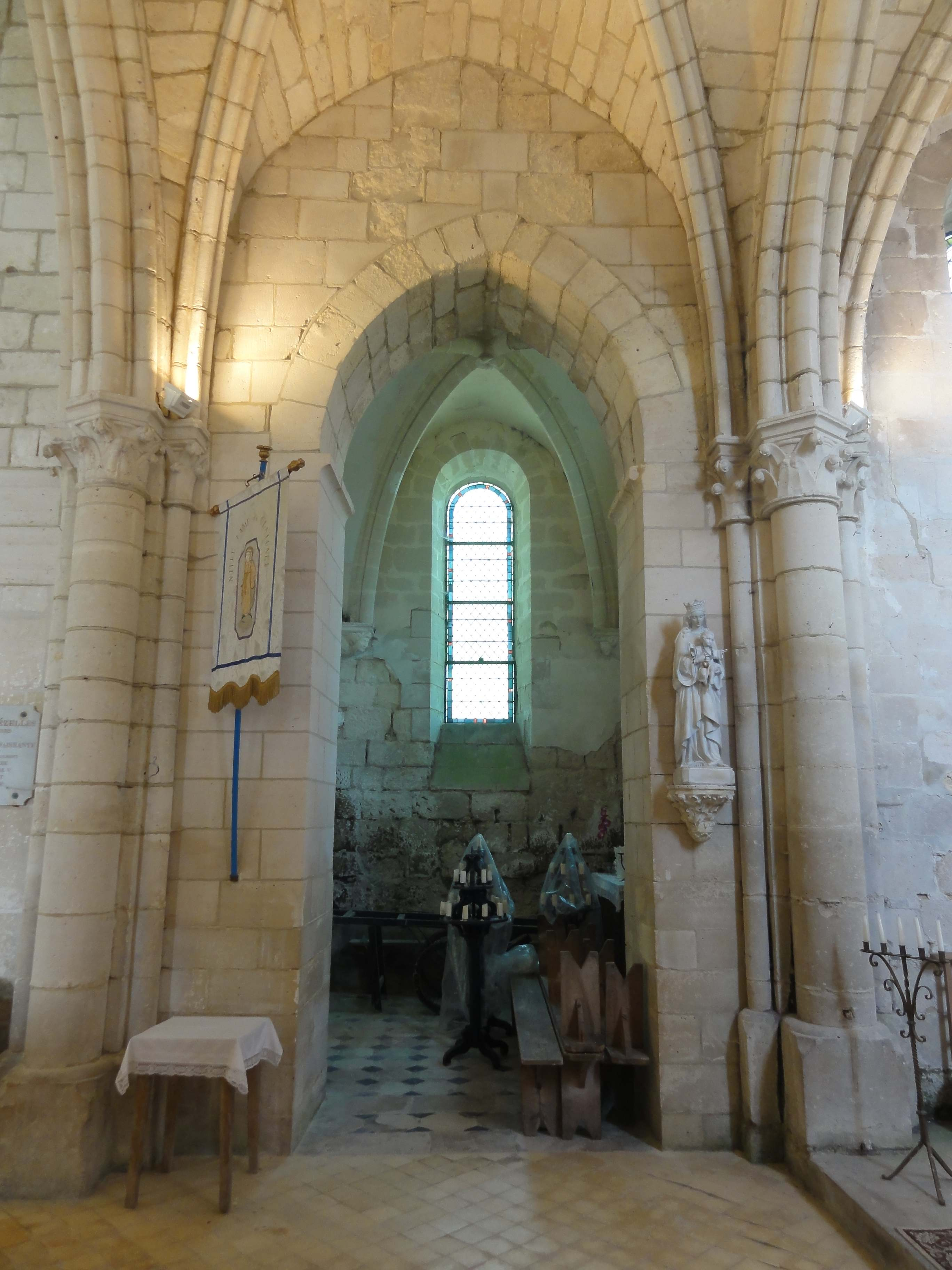
1re travée, élévation nord.
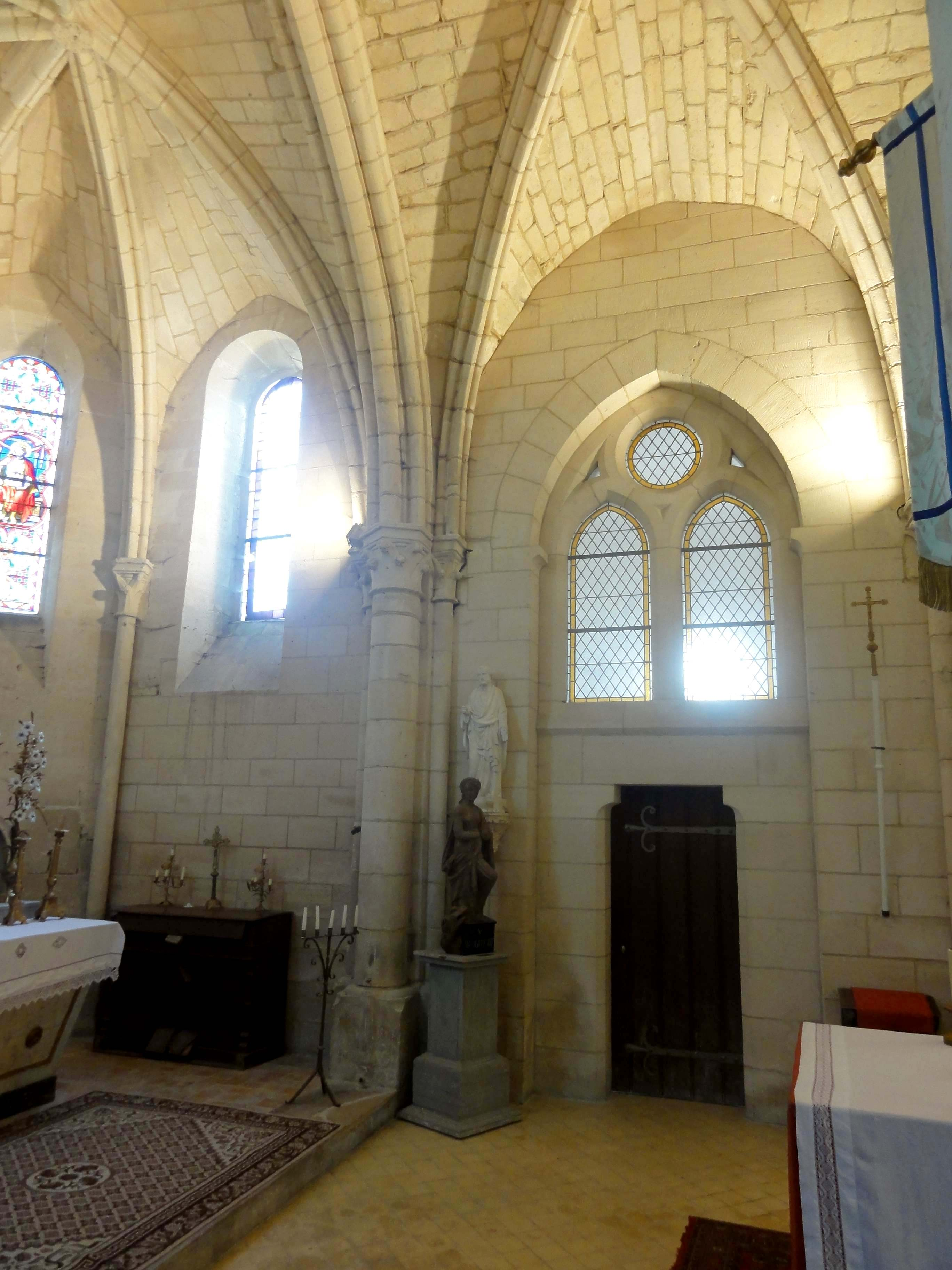
Chœur, élévation sud.
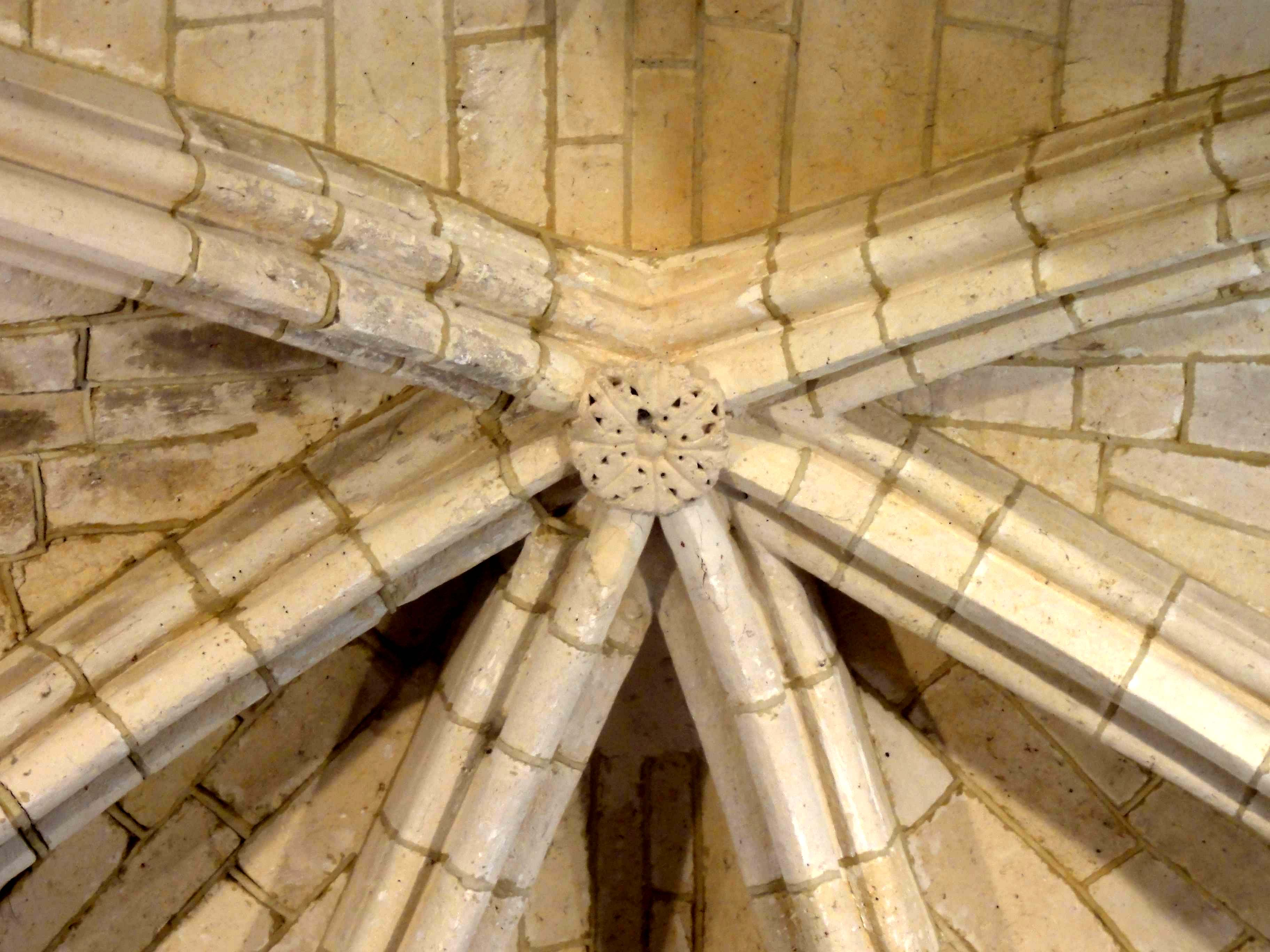
Clé de voûte de l'abside.

#### Chapelles

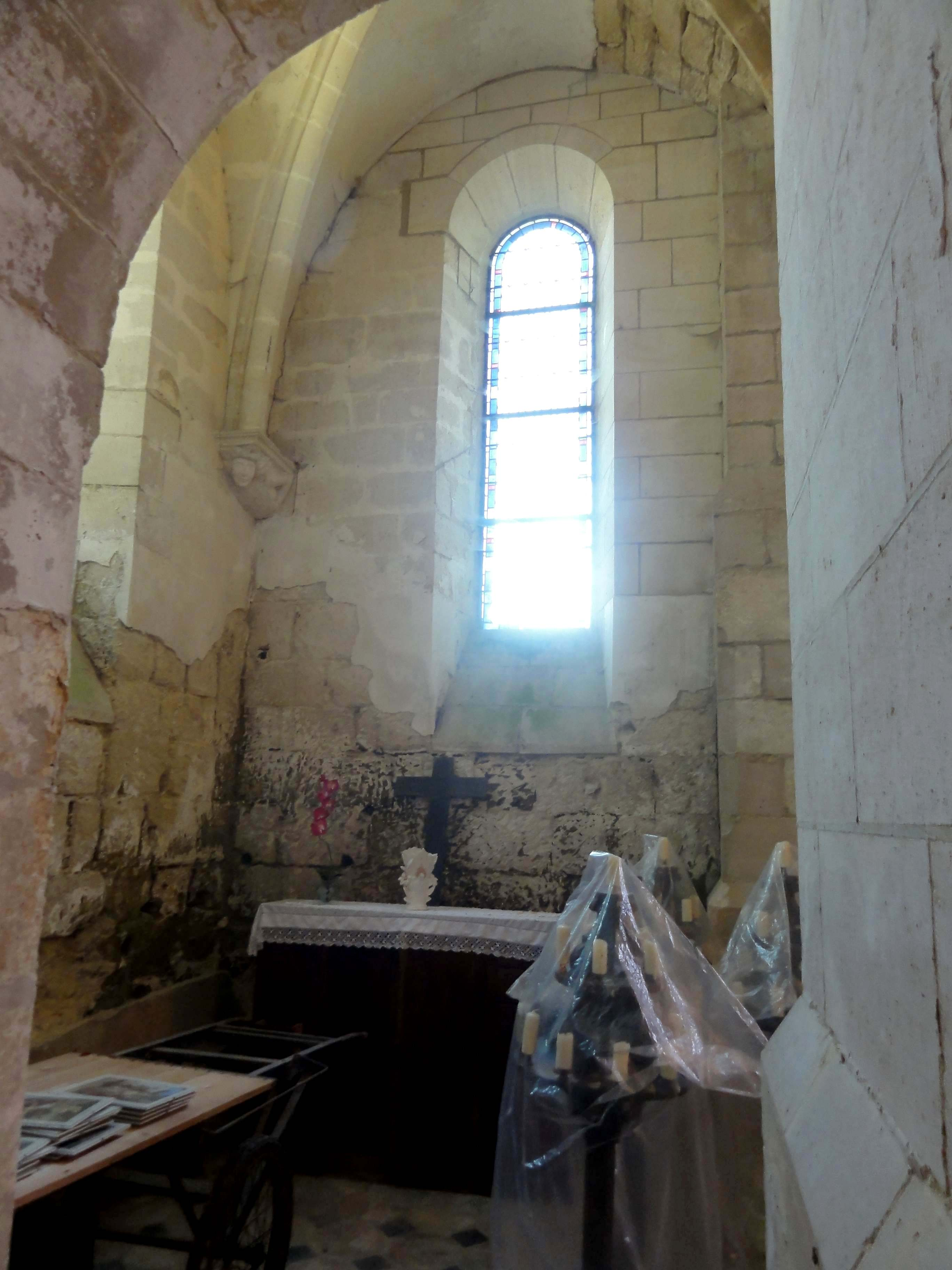
Chapelle nord, vue vers l'est.

Rares sont les églises dont les nefs s'accompagnent de bas-côtés qui s'arrêtent nets à l'entrée du chœur, sans se poursuivre par des croisillons d'un transept ou des chapelles latérales du chœur. L'église Sainte-Marguerite était dans ce cas pendant une courte période. Après le premier quart du XIIIe siècle, des arcades brisées furent percées dans les murs orientaux des bas-côtés, et dans les murs latéraux de la première travée du chœur. On n'avait donc pas crainte pour la stabilité du clocher, que cette travée supporte, mais l'on ne prit pas le risque d'une reprise en sous-œuvre, et les arcades sont dépourvues de supports, relativement étroites, et excentrées par rapport à la voûte de la base du clocher. Les arcs furent appareillés d'un rang de claveaux, qui retombe à gauche et à droite sur une simple imposte moulurée. Lors de l'aménagement de la sacristie, l'arcade du sud a été bouchée, et remplacée par une petite porte, surmontée d'une fenêtre néogothique au remplage de deux lancettes surmontées d'un oculus. Le profil chanfreiné des meneaux est trop grossier pour évoquer l'architecture du XIIIe siècle. En ce qui concerne les arcades à la fin des bas-côtés, elles sont désaxées en direction des murs gouttereaux, afin de ne pas entamer les contreforts latéraux de la travée sous le clocher. Les chapelles sont donc des espaces relativement cloisonnés, et c'est sans doute pour cette raison que Dominique Vermand parle à leur propos de l'illusion d'un transept. Les chapelles possèdent chacune deux fenêtres analogues à celles du chœur, une latéralement et une au chevet : En résistant aux influences de l'architecture de son temps, le maître d'œuvre resta fidèle aux baies en plein cintre. Seule la chapelle du nord conserve sa voûte. Le profil des ogives est d'un tore unique en forme d'amande, qui est placé sur un bandeau mouluré d'une gorge de chaque côté. La clé de voûte est « tournante », suggérant un mouvement de rotation, comme quelques exemplaires dans les bas-côtés de Trumilly. Il n'y a pas de formerets. Les ogives retombent sur des culs-de-lampe. Tous ces caractéristiques rappellent les chapelles latérales ou croisillons de l'église de Rocquemont, qui ont été ajoutés à la même époque. Deux culs-de-lampe ont de grands tailloirs rectangulaires, et représentent des bustes humains en position couchée ; deux ont des tailloirs à bec, et représentent des têtes d'homme, dont l'une est couronnée. Les visages font davantage penser à des masques mortuaires qu'à des portraits de personnes vivantes,.

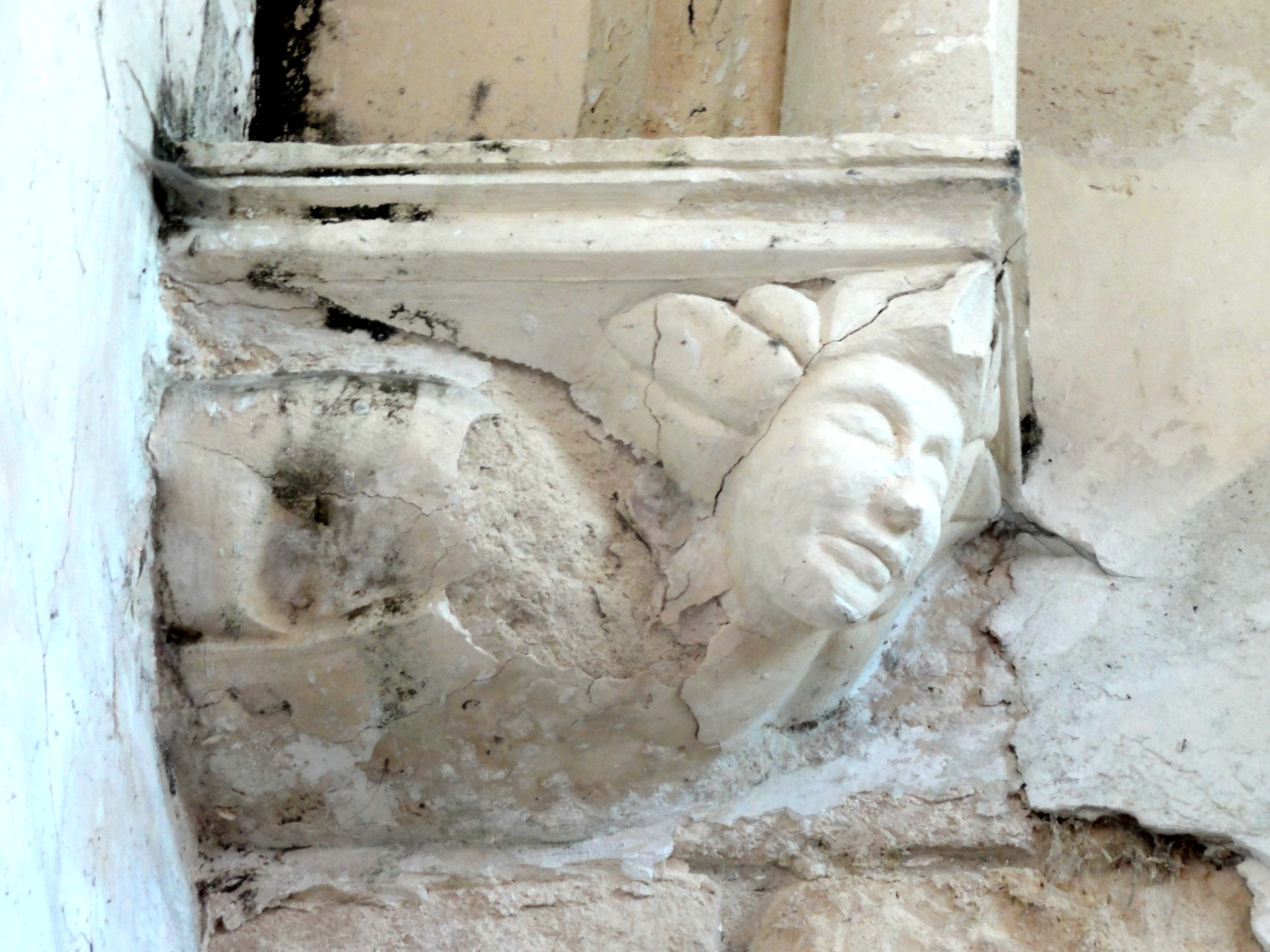
Cul-de-lampe nord-ouest.
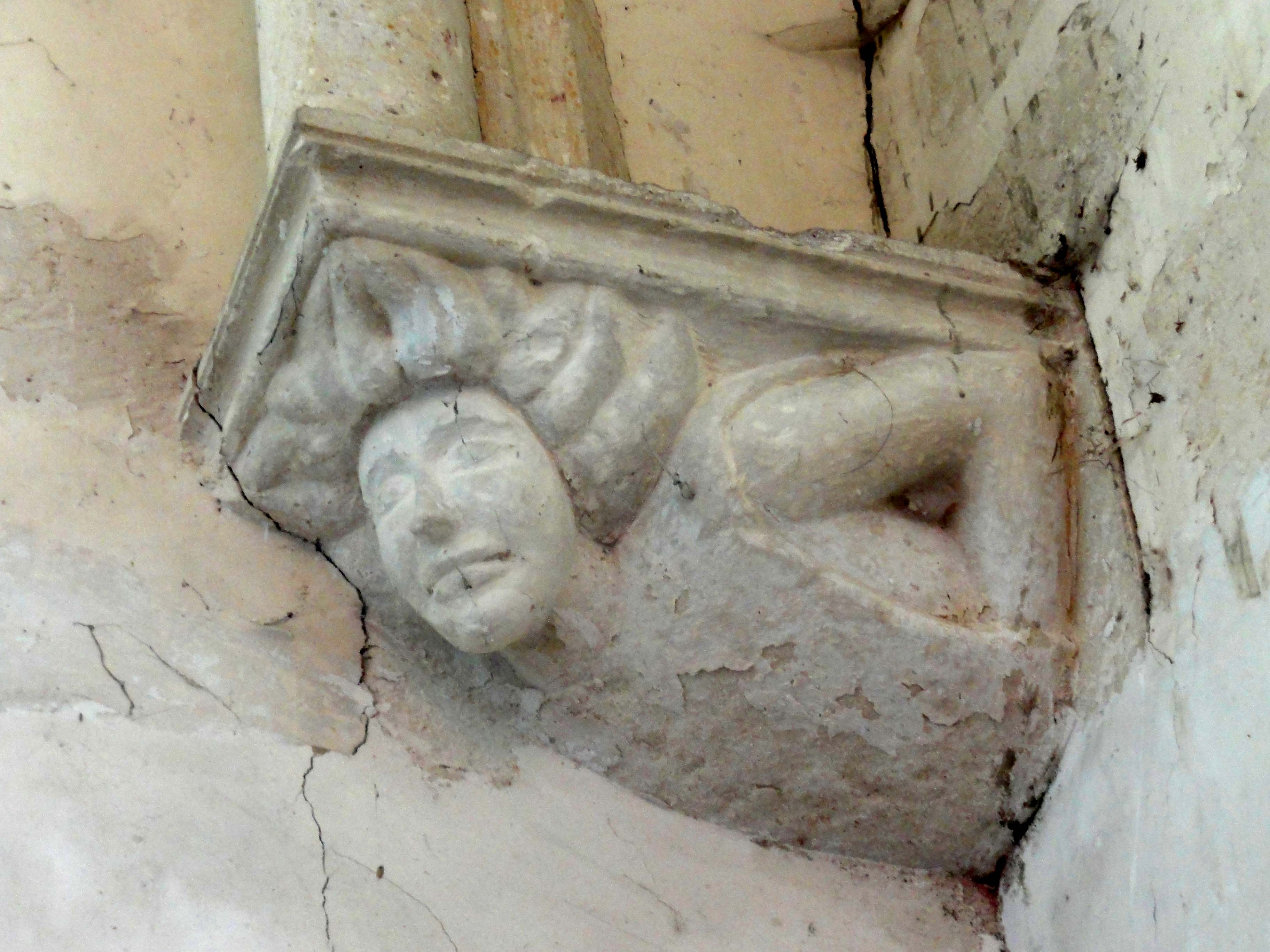
Cul-de-lampe au nord-est.
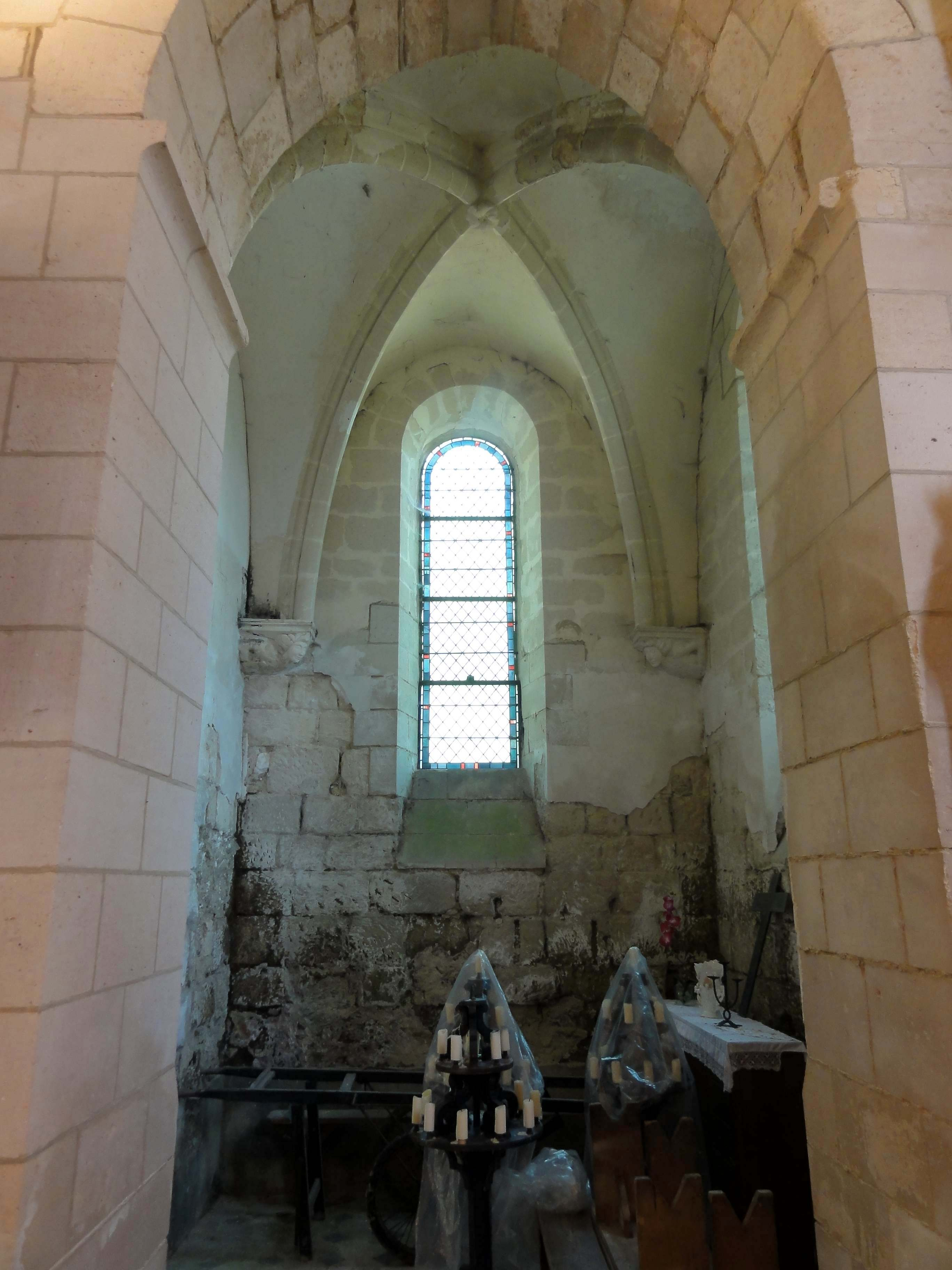
Vue dans la chapelle nord.
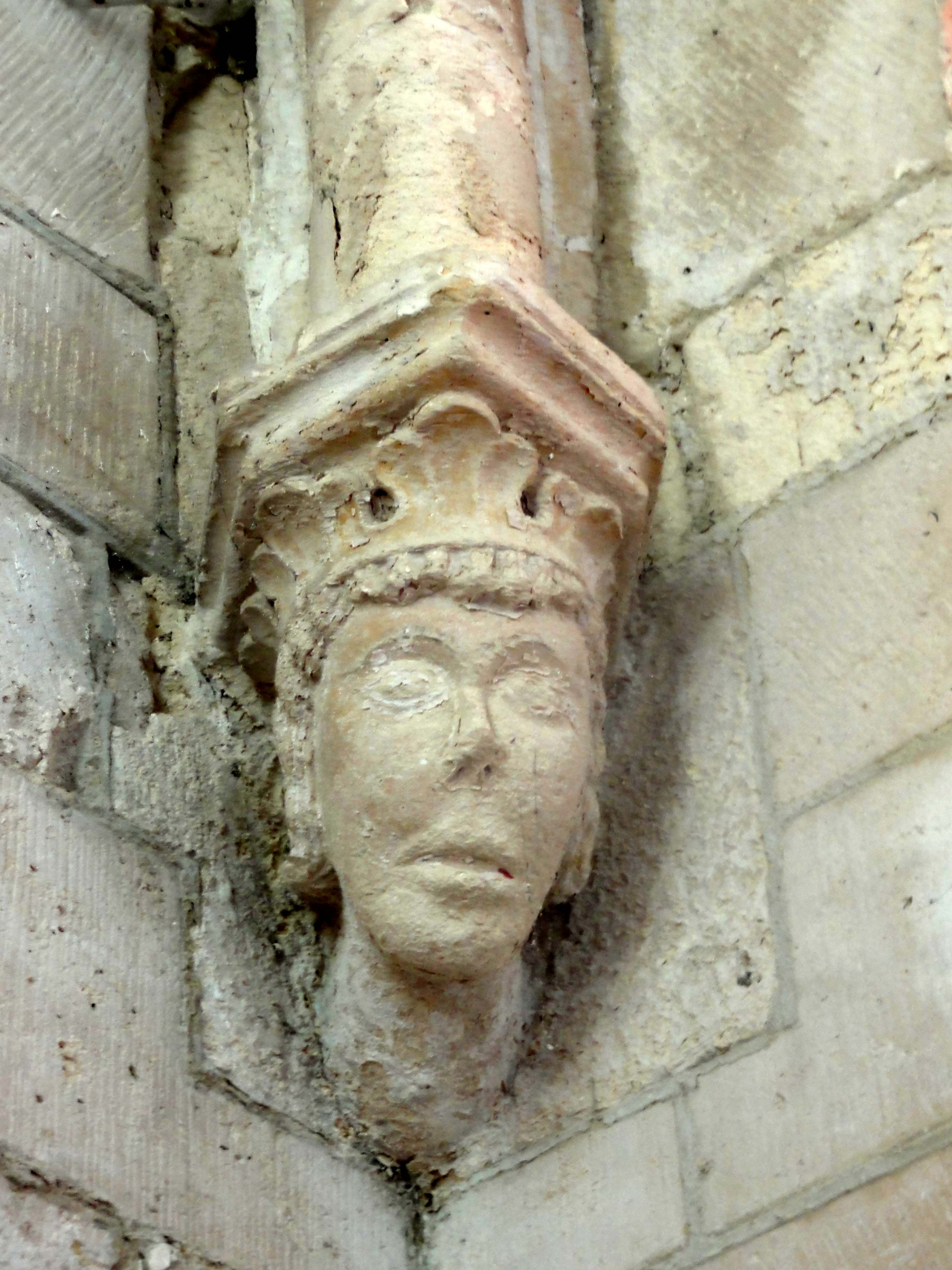
Cul-de-lampe au sud-est.
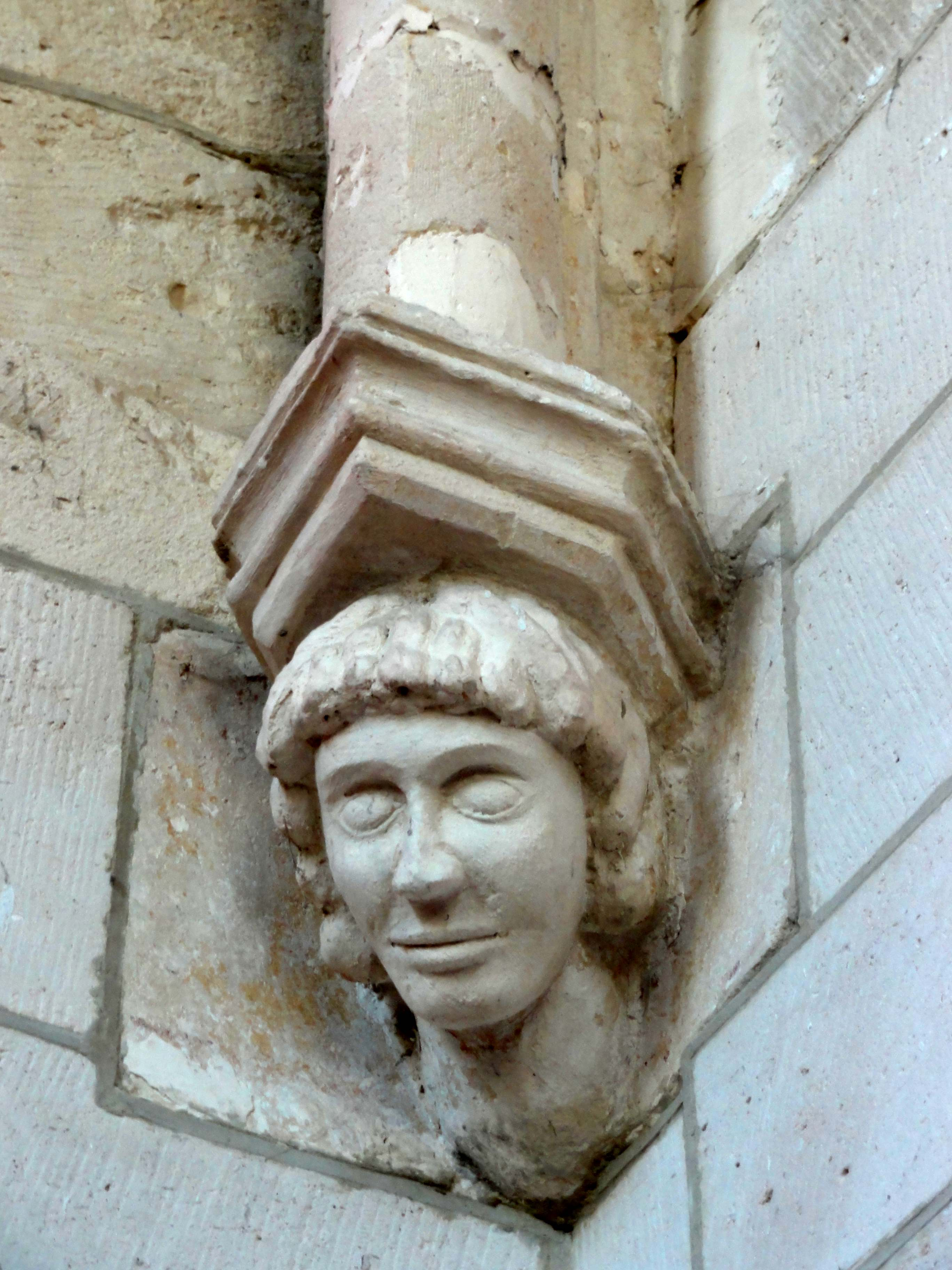
Cul-de-lampe sud-ouest.
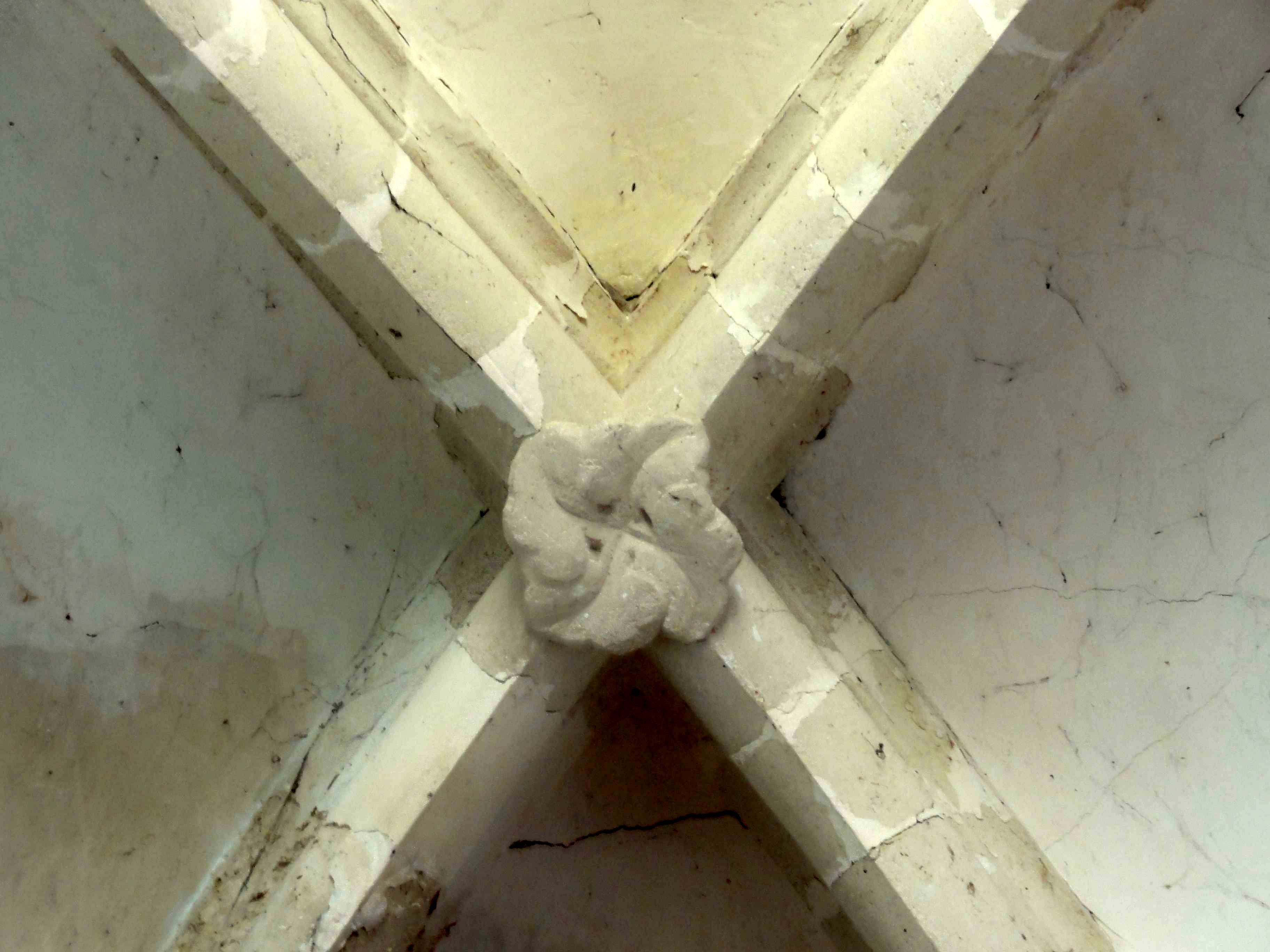
Clé de voûte.

### Extérieur

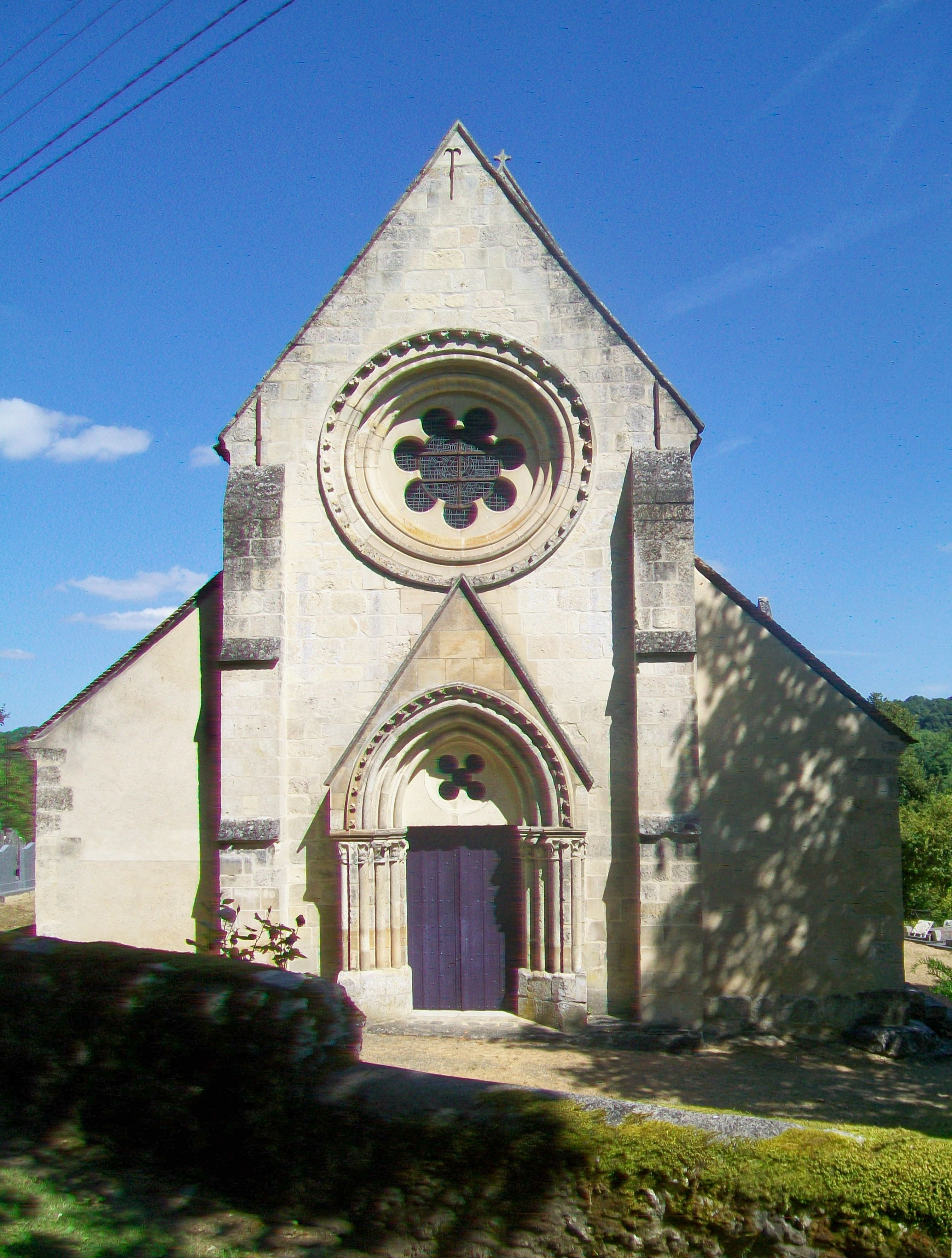
Façade occidentale.

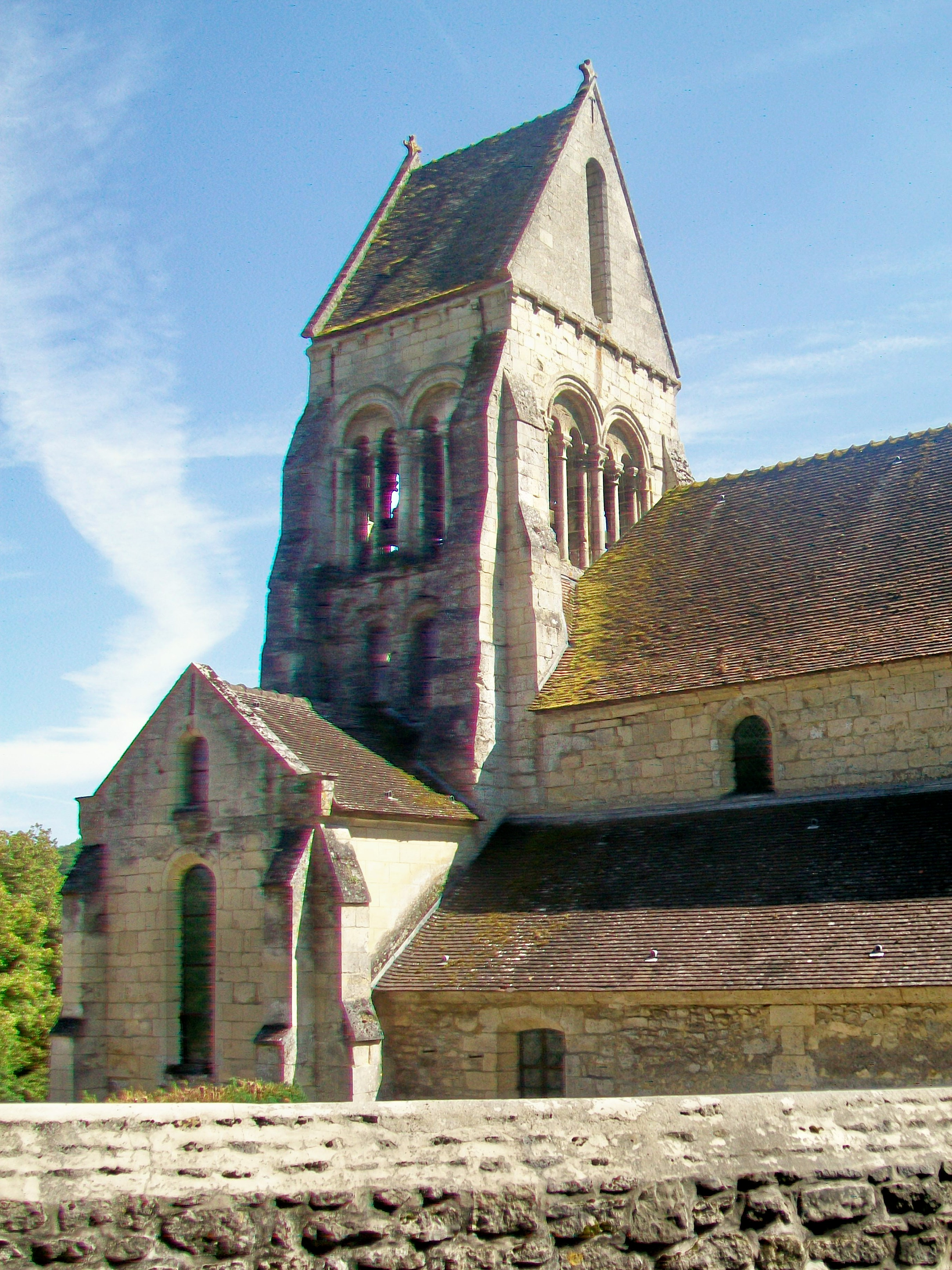
Clocher et chapelle nord.

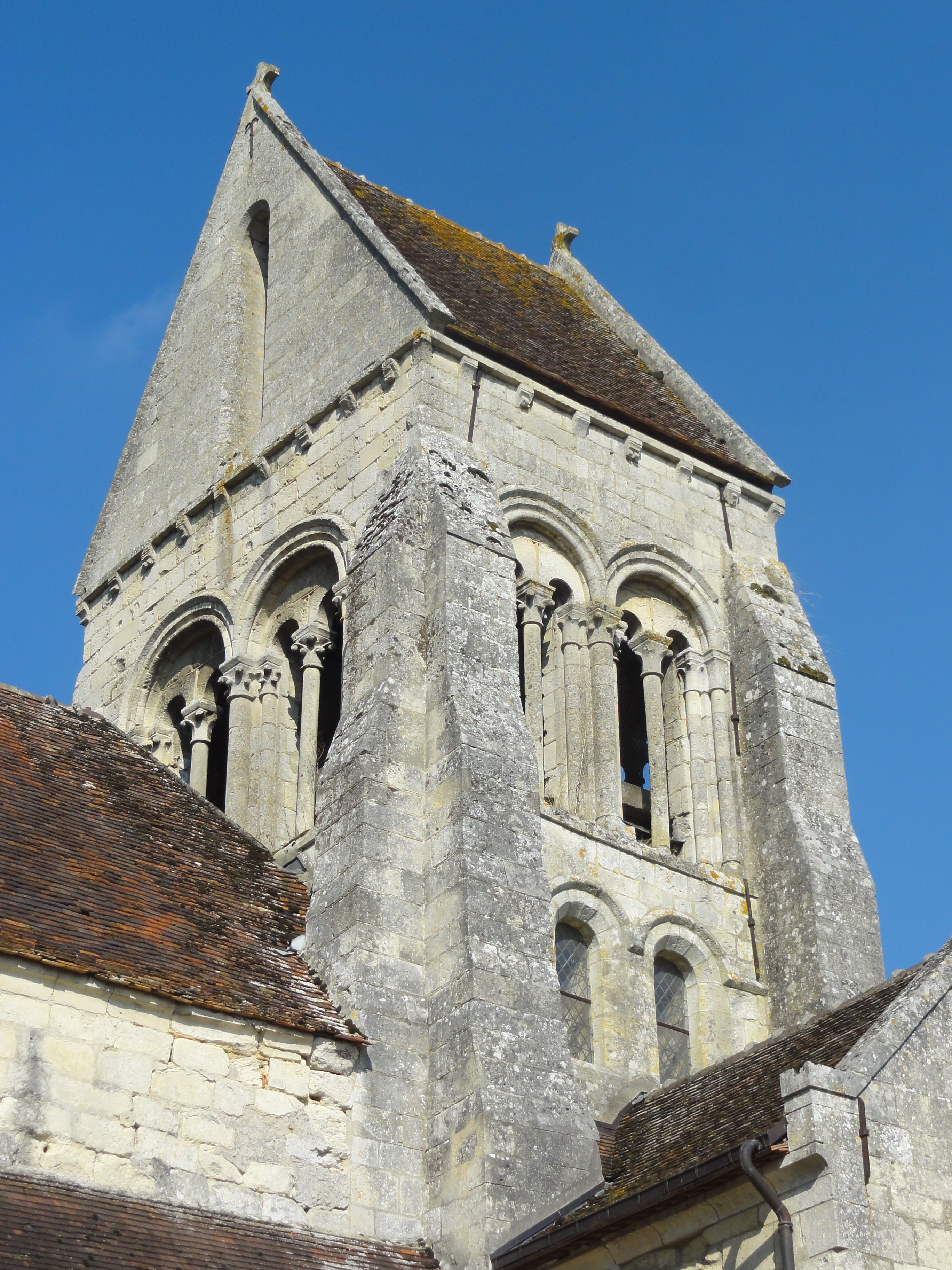
Clocher, côté sud-ouest.

La façade occidentale se résume en fait au mur occidental de la nef, car les murs des bas-côtés sont aveugles et dépourvus de contreforts. Les pierres de moyen appareil assez régulièrement taillées dont la nef et le chœur ont exclusivement été bâtis, n'y ont été employés que pour les chaînages d'angle. Les deux contreforts occidentaux de la nef sont relativement plats, et évoquent la fin de la période romane, au milieu du XIIe siècle. Ils sont scandés par deux courts glacis formant larmier, et s'amortissent par un glacis. Entre les contreforts, la façade comporte deux éléments superposés, à savoir la rosace entourée de larges moulures, qui empiètent sur la partie basse du pignon, et le portail. Eugène Müller dit que la façade est d'une rare élégance et noblesse, et Dominique Vermand estime qu'elle est particulièrement bien composée. Le diamètre de la rosace, dont l'intérieur a malheureusement été refait, ne représente qu'environ la moitié de la largeur de la façade, mais avec ses larges moulures, elle occupe presque tout l'espace disponible. Les moulures sont simples mais vigoureuses, et rappellent les grandes arcades de la nef : ce sont deux gros tores dégagés logés dans des ressauts successifs du mur, puis, à quelque distance, un bandeau garni de feuillages. Des versions plus petites du même type de rosace se voient sur les façades de Cinqueux et de Rieux,.
La profondeur du portail est rachetée par un gâble, dont le sommet touche au pourtour de la rosace. Le tympan du portail, qui a également été refait, tient en même temps lieu de linteau, et est ajouré d'un quadrilobe assorti à la rosace. Ce tympan est surmonté d'une triple archivolte torique, ainsi que d'un bandeau garni de feuillages, pour établir un dialogue avec la rosace. Il est à noter que l'archivolte est en tiers-point, comme les arcades et les voûtes, alors que les fenêtres sont en plein cintre. Mais l'emploi de l'arc en tiers-point pour les portails remonte bien à la fin de la période romane, comme le montrent les portails d'Ansacq, Béthisy-Saint-Martin et Saint-Vaast-lès-Mello. L'archivolte et le bandeau retombent ensemble sur une tablette moulurée, qui est le tailloir commun à tous les chapiteaux du portail. Ils sont au nombre de trois de part et d'autre de la porte rectangulaire, et s'y ajoutent des chapiteaux aux angles de l'avant-corps formé par le portail, ce qui donne un total de huit. Ils sont tous sculptés de crochets bien fouillés, et reposent sur de minces fûts appareillés, qui ont perdu leurs bases. Eugène Müller écrit à propos de la sculpture des chapiteaux : « Les motifs sculpturaux qui soutiennent les extrémités du linteau de la porte, semblent mettre en présence, comme à dessein, les formes semi-conventionnelles de l'ornementation romane et les imitations habiles d'une flore empruntée sur le vif à la végétation du coteau voisin ou des étangs d'en bas ».
Les élévations latérales de la nef et des bas-côtés sont sans caractère. Il n'y a pas, ou plus, de corniches, et les fenêtres des bas-côtés sont en anse de panier, ce qui indique une réfection moderne. L'appareil de moellons irréguliers des bas-côtés n'est pas enduit. Les chapelles sont flanquées, à chacun de leurs angles, par deux contreforts orthogonaux assez saillants, qui se retraitent une fois par un glacis formant larmier, et s'achèvent par un glacis analogue. Les pignons sont percés de baies en plein cintre relativement grandes, qui éclairent les combles. L'abside, solidement construite, est munie de contreforts analogues à celles de la façade. Les murs sont couronnés d'une corniche de modillons, qui sont simplement moulurés, ou abîmés. On retrouvera cette même corniche sur le clocher, qui est l'unique élément à rompre avec l'austérité des élévations latérales et du chevet. En somme, l'église Sainte-Marguerite se signale davantage par sa situation pittoresque, par sa silhouette reflétant un archétype d'église rurale, et par ses volumes bien proportionnés, que par son décor, qui, économies obligent, est réduit au nécessaire.
On accède au clocher par les combles de la chapelle du sud, c'est-à-dire, la sacristie. Le clocher possède un étage intermédiaire au-dessus du chœur, dont les baies vitrées au nord et au sud pourraient suggérer une tour-lanterne, d'après Dominique Vermand. En réalité, l'étage contient une salle haute, dont l'on ignore la fonction. Les arcs des fenêtres de cette salle, au nombre de deux au nord et au sud, sont surmontées d'un bandeau doublement biseauté en forme de sourcil. Les contreforts d'angle du clocher, assez saillants comme ceux des chapelles, sont à ressauts multiples. Ils se retraitent deux fois par un glacis, et deux fois par un fruit à peine perceptible, entre les deux glacis, pour se terminer enfin par un glacis formant larmier. Comme à Béthisy-Saint-Martin, celui-ci se situe au niveau des archivoltes des baies de l'étage de beffroi, de sorte que les angles du clocher ne peuvent pas être agrémentés de colonnettes, comme c'est souvent le cas dans la région. Le plan rectangulaire du clocher apparaît nettement par la distance entre les contreforts et les baies, sur les faces est et ouest. Le clocher voisin de Rully présente un plan rectangulaire encore plus caractérisé. Chaque face du clocher est ajourée de deux baies gémélées en plein cintre, dont les archivoltes retombent sur trois colonnettes à chapiteaux, qui supportent une archivolte torique, surmontée d'un bandeau doublement biseauté. Chaque baie est réséquée en deux étroites arcades en plein cintre par trois colonnettes à chapiteaux, qui supportent un tympan appareillée. Cette disposition des baies rappelle Béthisy-Saint-Martin, Chamant, Néry, Orrouy, Saintines et Saint-Vaast-de-Longmont. Une corniche de modillons, tantôt moulurés, tantôt sculptés, termine l'étage. Les pignons sont ajourés d'étroites ouvertures en plein cintre, et sommés de croix en antéfixe. Ce clocher est, selon Eugène Müller, digne de l'édifice qu'il annonce,.

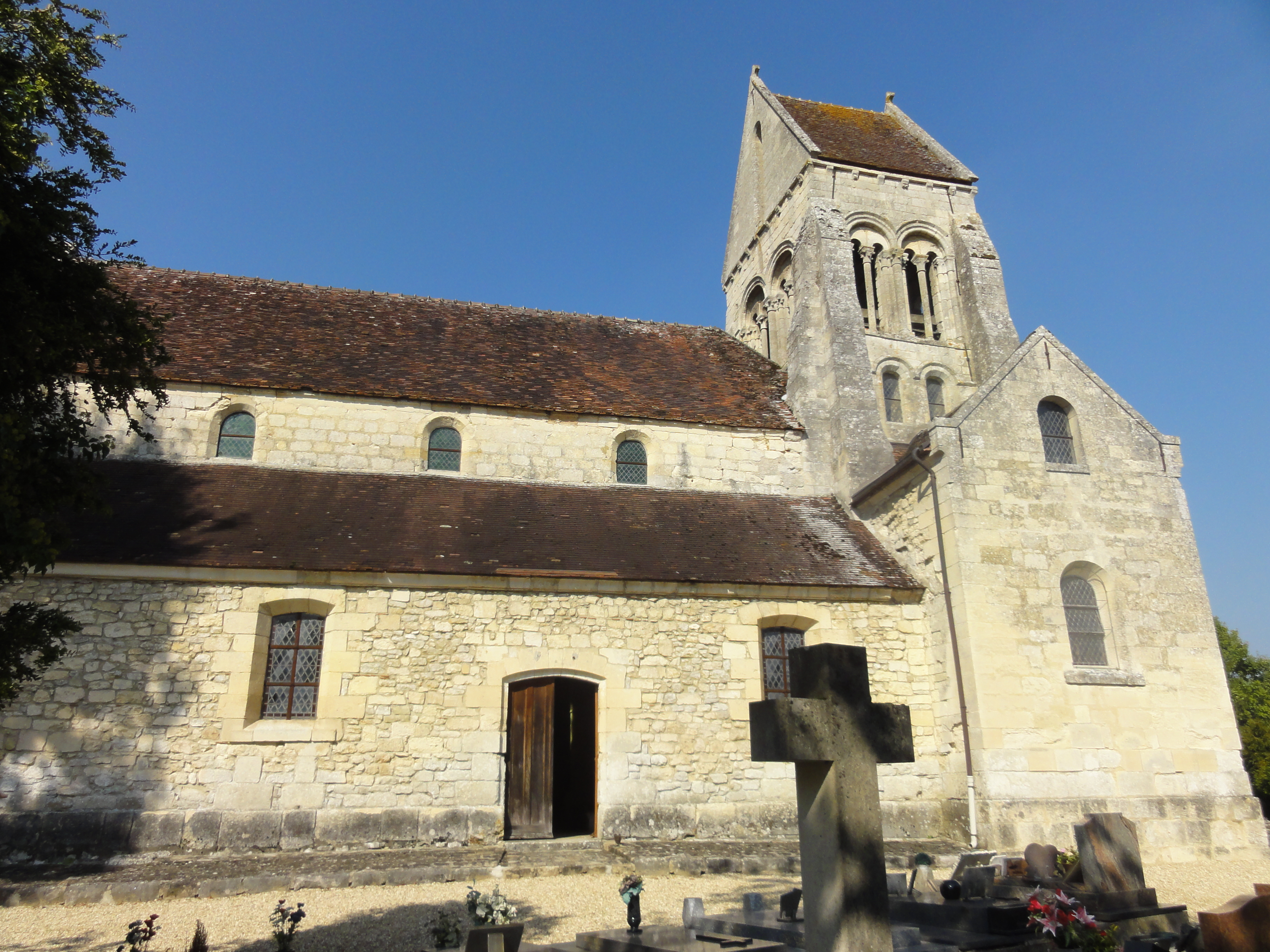
Vue depuis le sud.
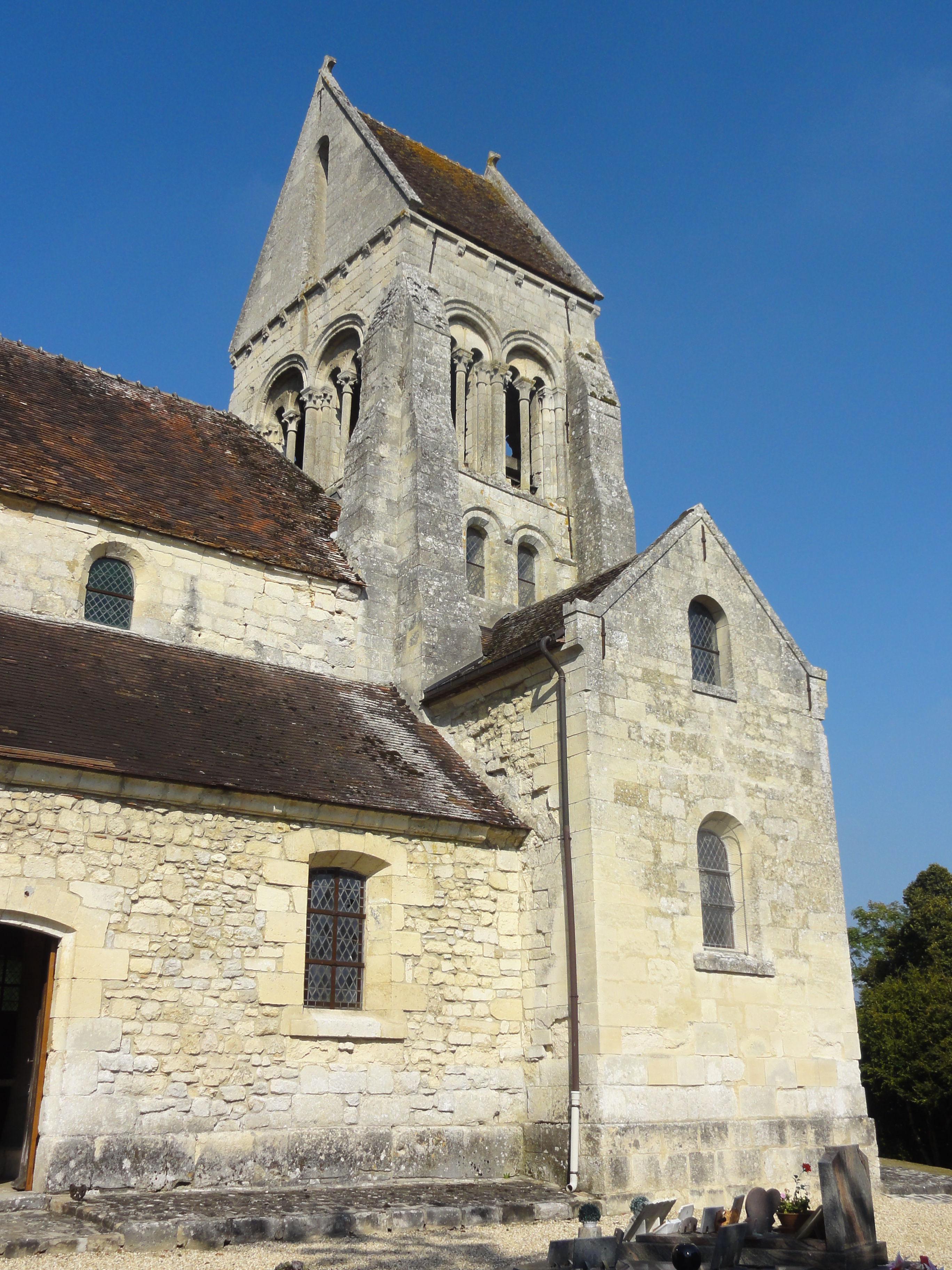
Clocher et chapelle sud.
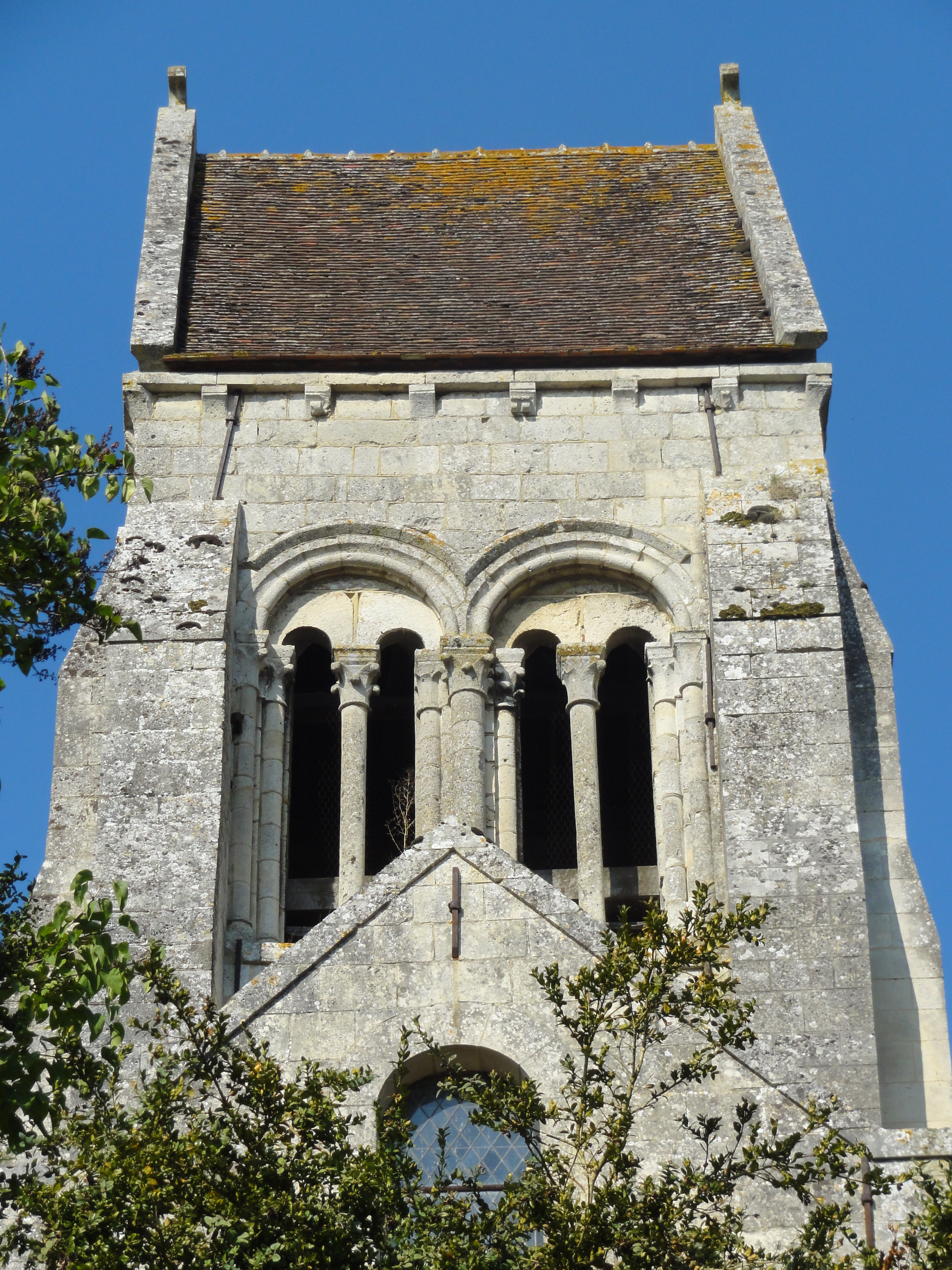
Clocher, côté sud.
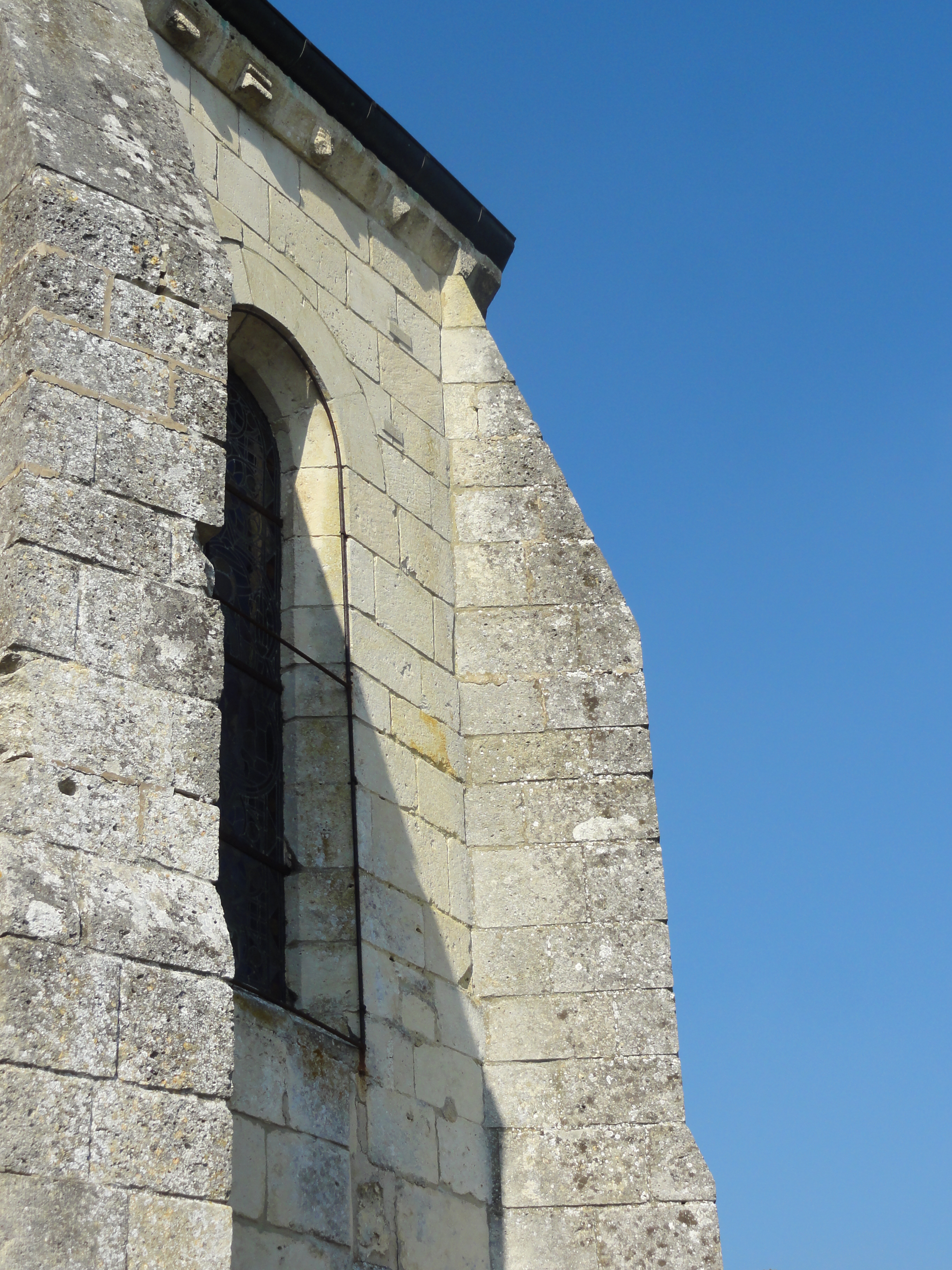
Contreforts de l'abside.
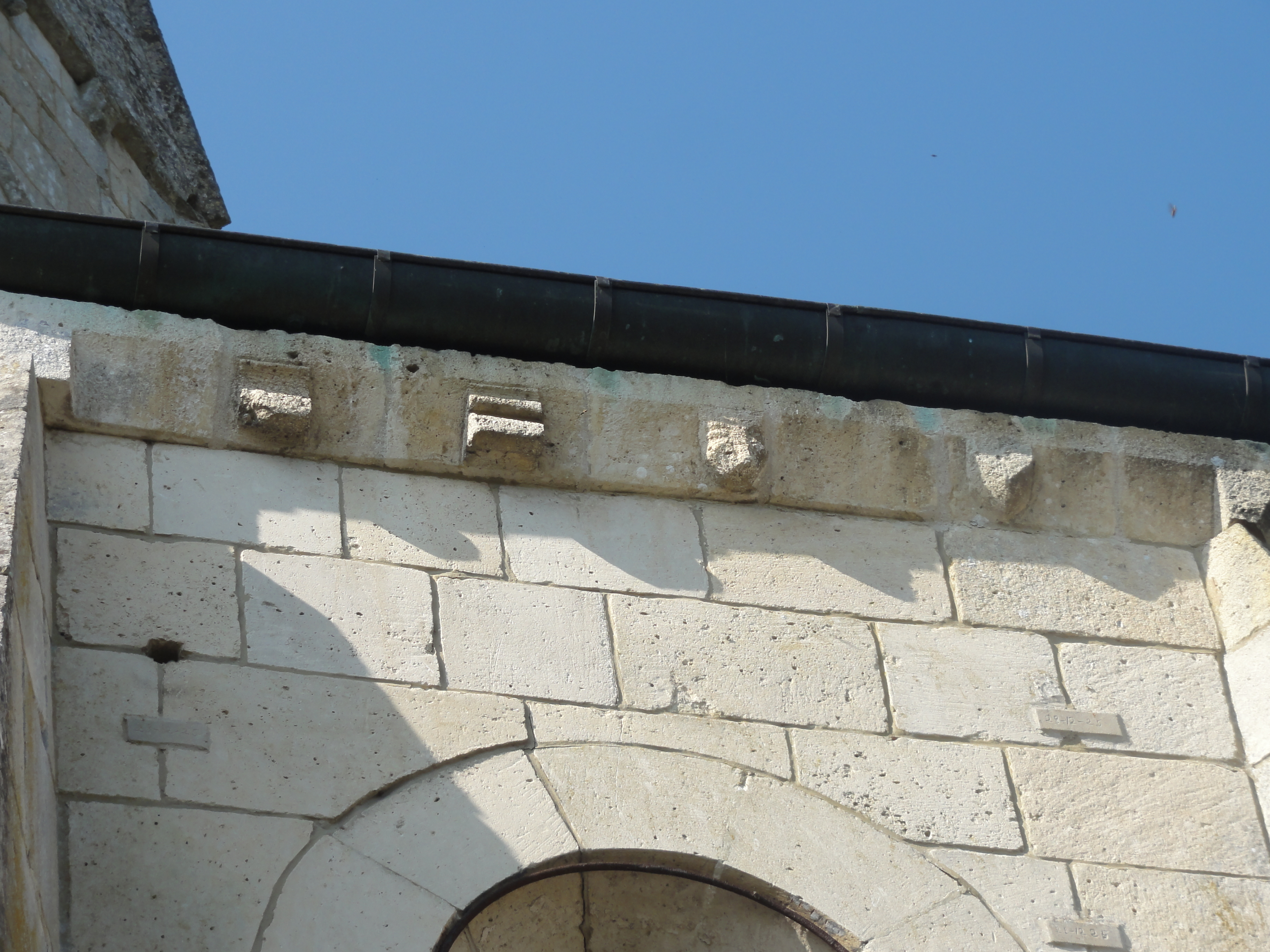
Corniche de l'abside.

## Mobilier

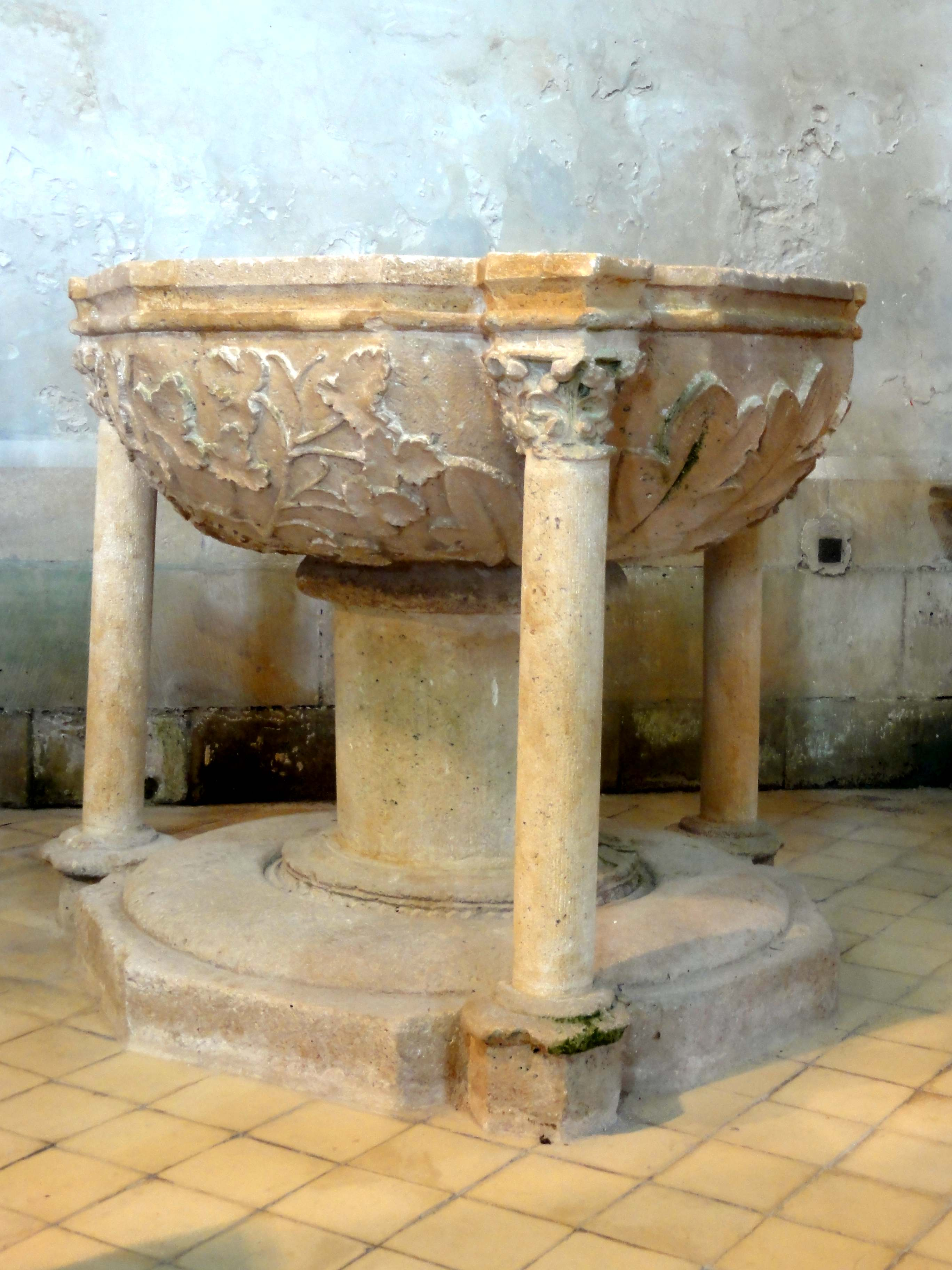
Fonts baptismaux.

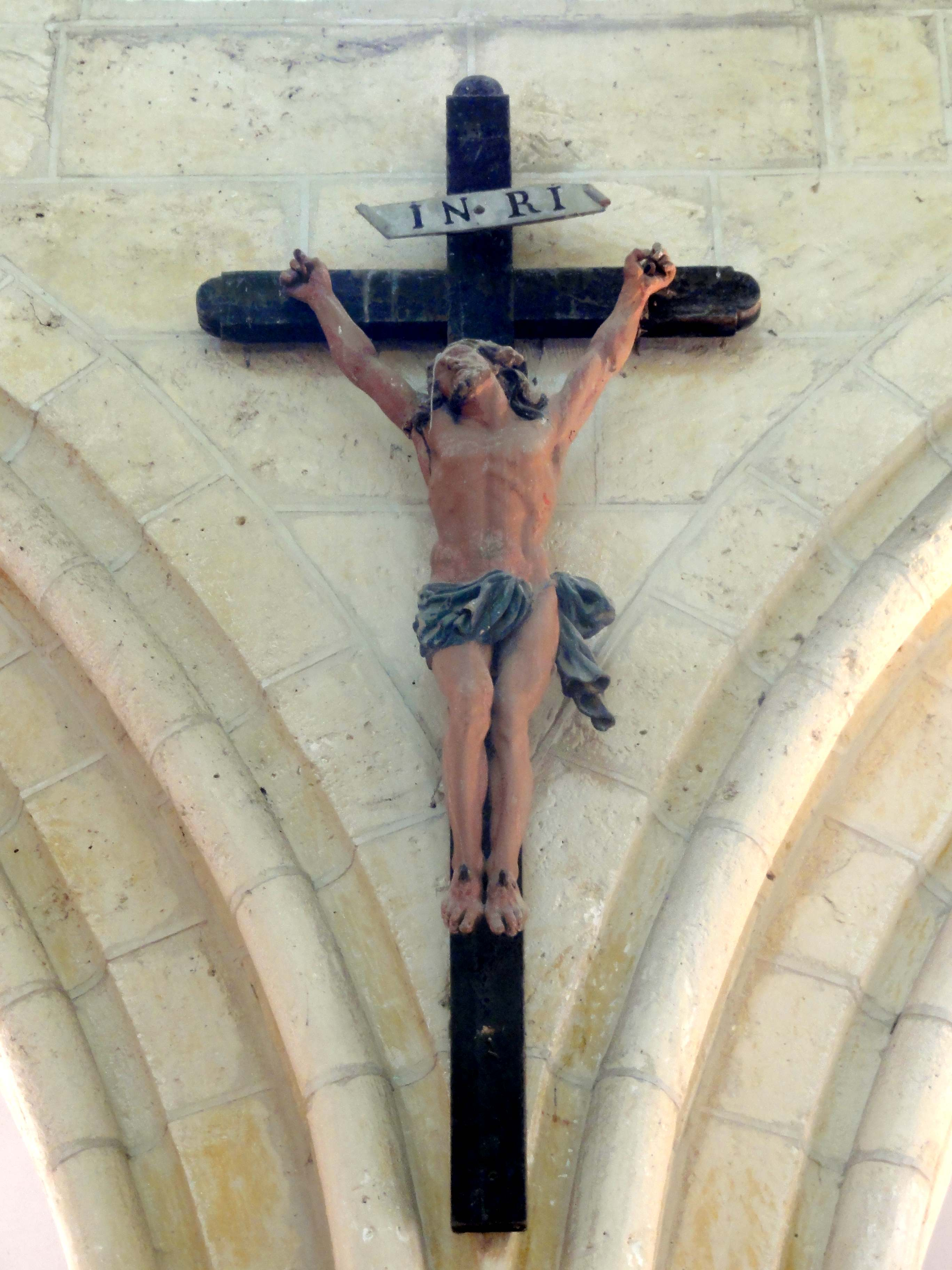
Christ en croix.

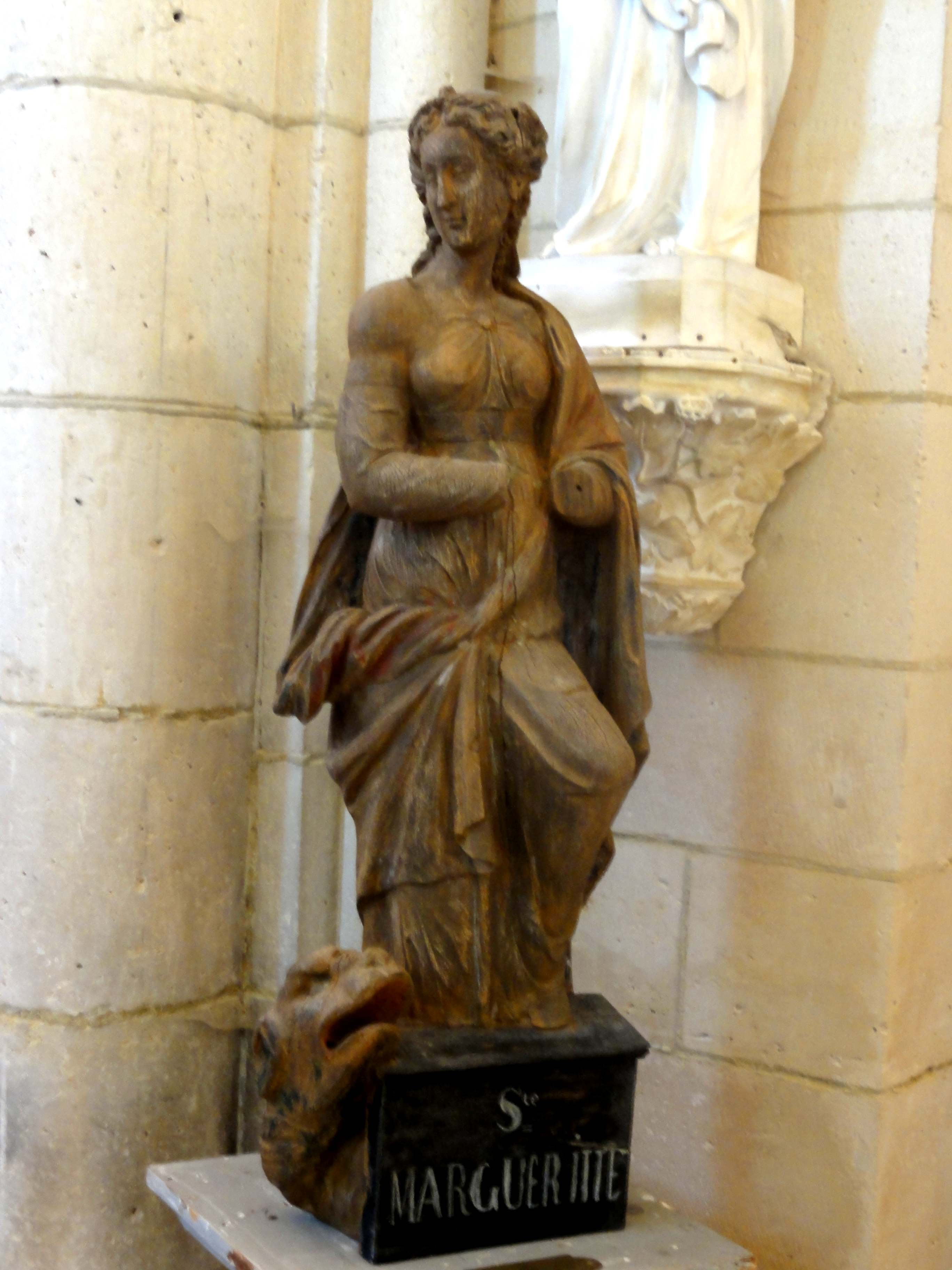
Sainte Marguerite.

Le mobilier de l'église est peu nombreux, et les statues sont pour la plupart sulpiciennes. Un seul élément du mobilier est classé monument historique au titre objet ; quelques autres méritent l'attention.
- Les fonts baptismaux en pierre calcaire, sous la forme d'une cuve baptismale à infusion, datent des origines de l'église, soit du premier quart du XIIIe siècle, et ont été classés par arrêté du 25 janvier 1913. Leur restauration en 2003 a été rendue possible grâce au concours de l'association Glana (d'après le nom de Glaignes attesté en 1253[3]). Ils mesurent 95 cm de haut, et ont un diamètre de 76 cm. Leur poids est d'une demi-tonne. La cuve a la particularité de posséder une bordure ennéagonale (à neuf pans). Cette bordure est moulurée à l'image de la majorité des tailloirs des chapiteaux de la nef, à savoir d'une plate-bande, d'une gorge et d'un boudin. La cuve, assez peu profonde, transite vers un plan circulaire à son fond. Son décor sculpté comporte trois motifs différents : des rinceaux de feuilles de nénuphar et de vigne, et des branches avec des feuilles de chêne. À l'intersection entre deux motifs, au milieu de l'un des pans de la bordure, celle-ci englobe le tailloir à bec d'un chapiteau, dont la corbeille est taillée dans le même bloc que la cuve. Les colonnettes en délit de ces chapiteaux remplissent une mission plutôt décorative, car elles avaient disparu quand Dominique Vermand a visité l'église pendant les années 1990, mais sont encore mentionnées par Eugène Müller au début du XXe siècle. Elles ont été remplacées lors de la restauration en 2003. En effet, la cuve repose principalement sur un gros fût cylindrique. Il a pour base un tore aplati au-dessus de plusieurs ressauts rapprochés. Le second tore ne peut plus être qualifié de tel, car il n'est pas seulement aplati, mais a été étalé sur une largeur analogue à celle de la cuve. Il touche ainsi aux bases des colonnettes. Pour reprendre la disposition en haut de la cuve, le socle est lui aussi ennéagonal, et les socles des colonnettes qui y sont accolés sont tout au moins polygonaux. La belle composition de ces fonts baptismaux est à souligner. Eugène Müller dit que les fonts de Trumilly ont recopié, avec plus de coquetterie encore, leur agencement[4],[5],[7],[10]. Des fonts semblables existent en outre à Gilocourt et Pondron.
- Le Christ en croix dans la nef date de la fin du XVIIe ou du début du XVIIIe siècle. Il est d'une facture réaliste, et a été exécuté avec grand soin, en respectant parfaitement toutes les proportions et l'anatomie humaine : les côtes ressortent bien, et les muscles sont saillants. La tête est inclinée vers la droite, mais le regard s'élève vers Dieu le Père : Jésus n'a pas encore succombé à ses souffrances et attend la délivrance. Le drapé du périzonium est très élaboré et semble sur le point de se détacher sous l'effet de l'agitation provoquée par la douleur : le haut de la jambe gauche est déjà découvert, et un pan du textile pend dans le vide[7].
- Les stalles qui forment une longue enfilade dans le bas-côté nord sont sans grand intérêt, à l'exception des jouées, qui sont sculptées de volutes baroques en demi-relief et en découpage.
- La statue en bois de sainte Marguerite, qui se trouve à côté de la porte de la sacristie à l'est du bas-côté sud, est une réplique offerte par l'association Glana en 2006. L'œuvre originale du XVIe siècle a été confiée au musée de l'Archerie et du Valois de Crépy-en-Valois, où elle n'est toutefois pas exposée. Elle a beaucoup souffert de la vermoulure, et le corps du dragon que la sainte foule avec ses pieds a été partiellement détruit, et remplacé par une boîte en bois à la fin du XIXe ou au début du XXe siècle. Pour avoir été repeinte en bleu-blanc-rouge à la Révolution, puis décapée, la polychromie d'origine s'est pratiquement perdue. Le dragon, qui évoque davantage un gros monstre marin, est l'unique attribut dont le sculpteur a doté la patronne de la paroisse. Son œuvre se rattache au courant du maniérisme, et plus particulièrement à l'école de Fontainebleau. Par sa facture, la statue relève davantage de l'art de la Cour que de la sculpture religieuse. Marguerite est représentée comme une jeune femme pleine de grâce, avec une chevelure magnifiquement travaillée, des seins bien soulignés par une ceinture haute, et un vêtement transparent très près du corps. Les mains se sont perdues, mais la position des bras donne à penser qu'elles étaient rejointes pour la prière. Le mouvement de la jambe gauche suggère que sainte Marguerite est en train de sortir du ventre du dragon, ou qu'elle a le pied gauche posé dessus[7].
- L'on ne dispose pas de renseignements sur l'autre statue de sainte Marguerite, qui semble être en terre cuite, et qui est peinte en faux-bois.
- La bannière de procession est assez récente, et a été brodée par Geneviève Desangins d'après le dessin du comte Henry de Bertier, en 1961. Pour la cérémonie du baptême au mois de juin de cette année, les parrain et marraine furent le comte Henry de Bertier et Adèle Desangins[7].
- Le tabernacle est de style baroque, et pourrait dater de la fin du XVIIe siècle. Sa porte galbée est pourvue d'une niche cintrée au fronton triangulaire, qui devait initialement abriter une statuette. Les flancs du tabernacle sont cantonnés d'un ensemble de quatre colonnettes torsadées munies de chapiteaux corinthiens, qui supportent un entablement aniconique avec corniche à denticules. La niche, les colonnettes et chapiteaux, l'architrave et la corniche sont dorés ; le reste est peint en blanc. L'autel n'est pas assorti au tabernacle, et date seulement du début du XXe siècle. Il a été restauré en 2008 par l'association Glana[7].
- Les trois vitraux du chevet datent du XIXe siècle, et ont été offerts par le vicomte Henry Le Sellier de Chézelles. Ils imitent le style du XIIIe siècle, et comportent tous un médaillon central entouré de motifs ornementaux d'inspiration géométrique et florale. Le médaillon du vitrail de gauche (au nord-est) représente sainte Cécile de Rome, patronne des musiciens, et aussi de Cécile de Chézelles Maingoval, dont les armes figurent en bas : d'azur à trois haches d'or. Sur le médaillon du vitrail d'axe, l'on voit une Pietà ou Vierge de Pitié, qui porte le Christ mort sur ses genoux. À droite (au sud-est), saint Henri empereur (comme le précise la légende, et non Henri Ier, qui n'est pas canonisé) est installé sur un trône, avec la maquette d'une église sur ses genoux. Le blason en bas du vitrail montre les armes du vicomte Henry : doré a un aigle d'azur, becqué, lampassé et membré de gueules[7].

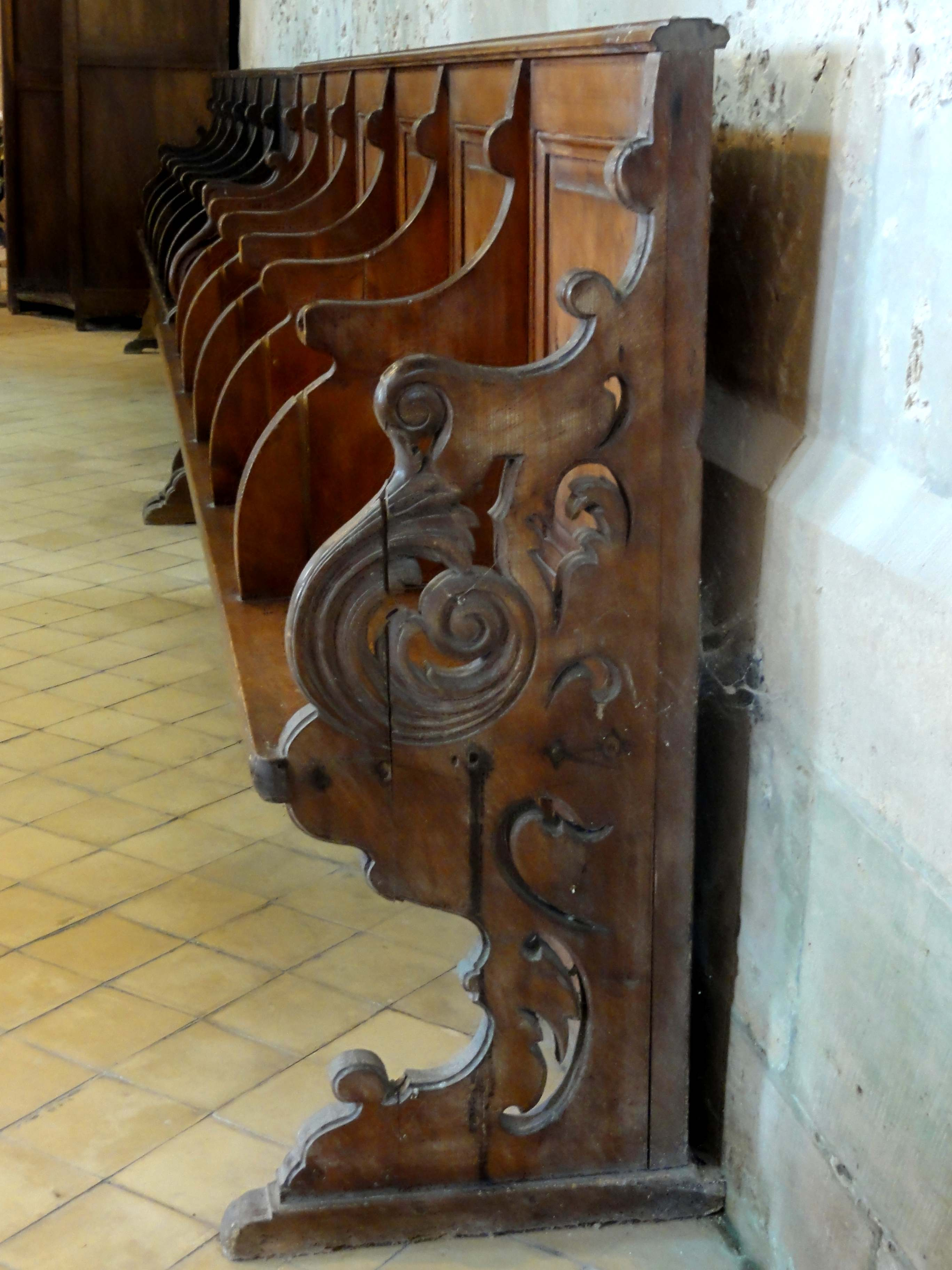
Stalles.
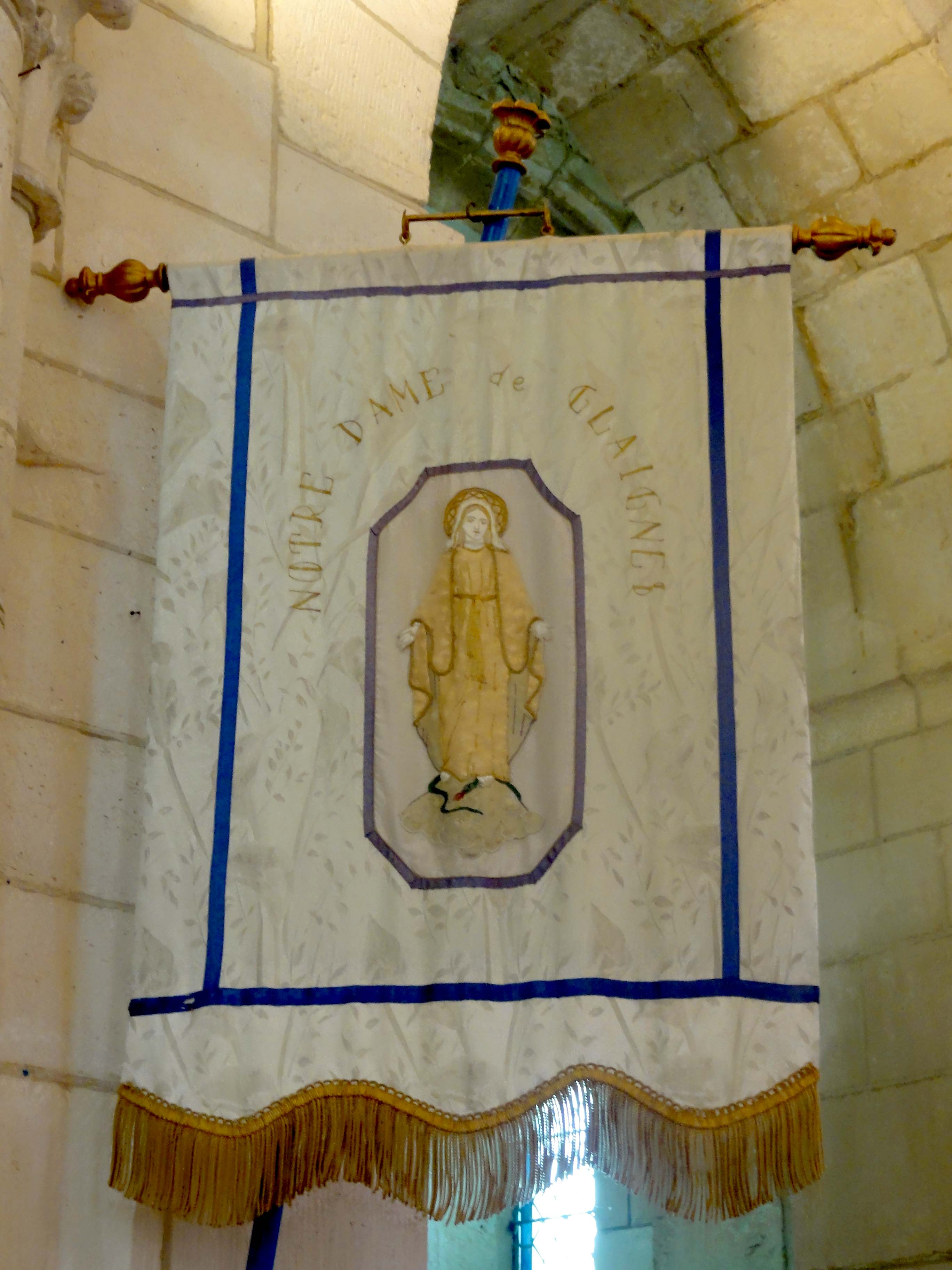
Bannière de procession.
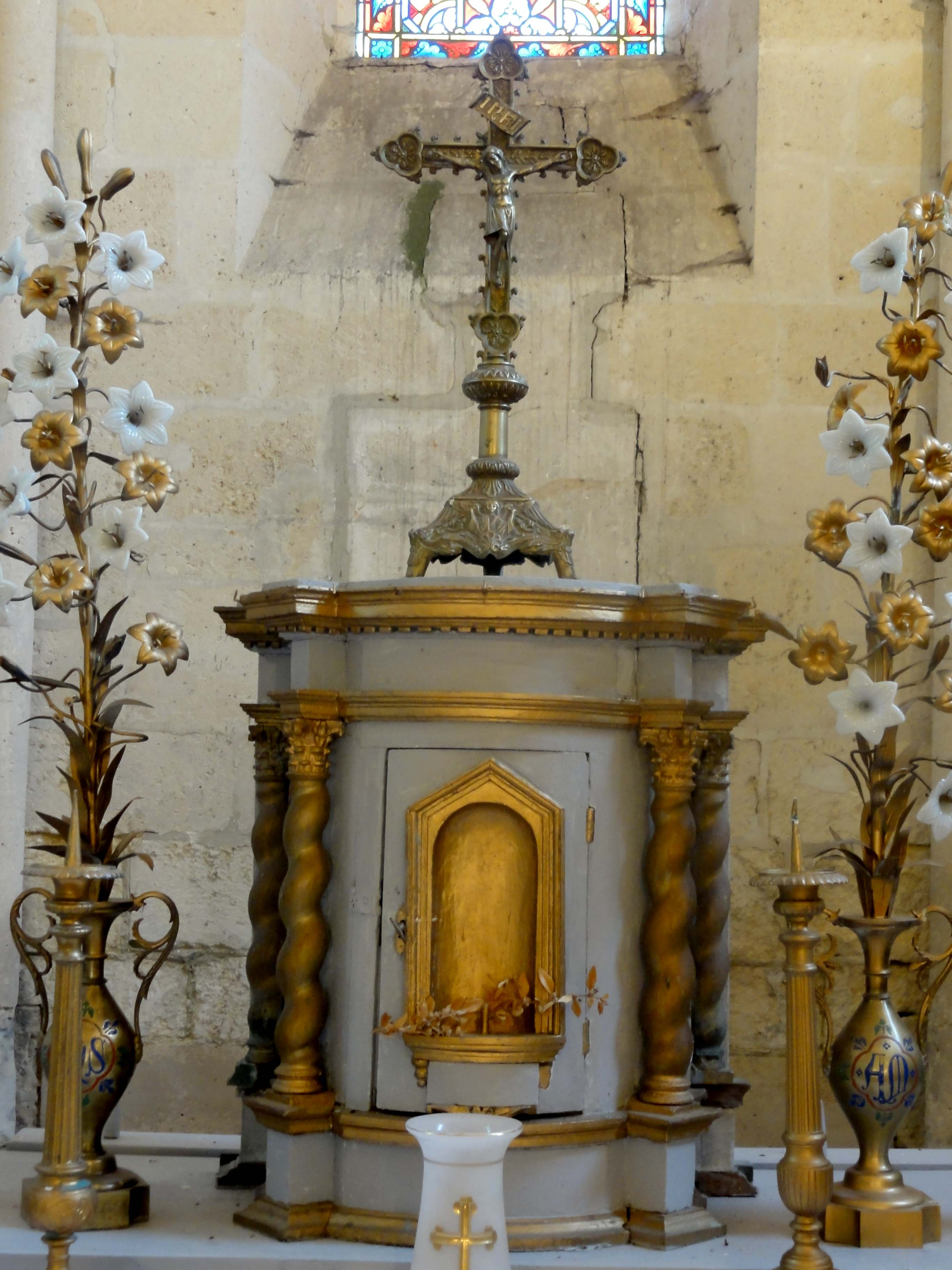
Tabernacle.
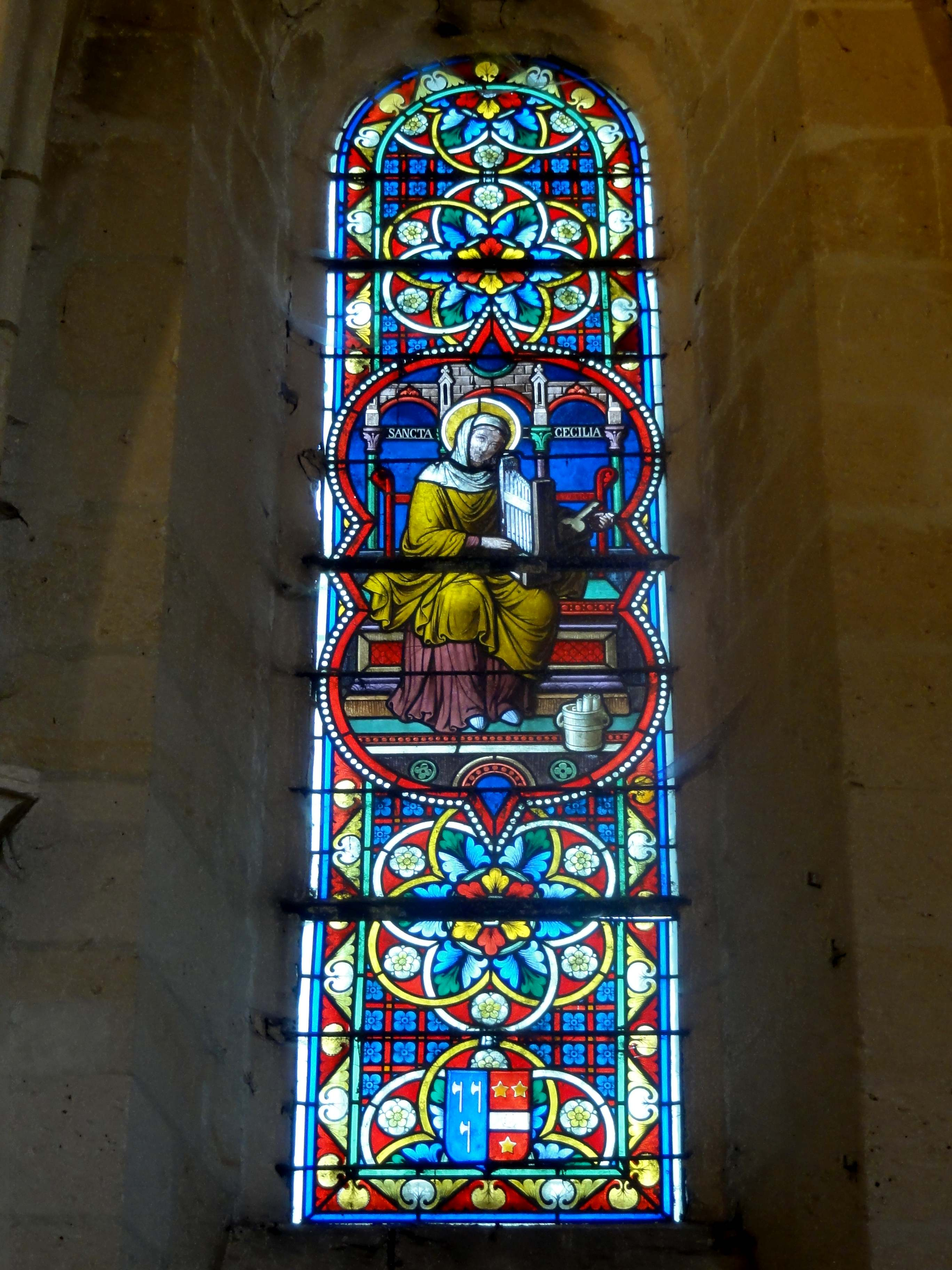
Vitrail de sainte Cécile.
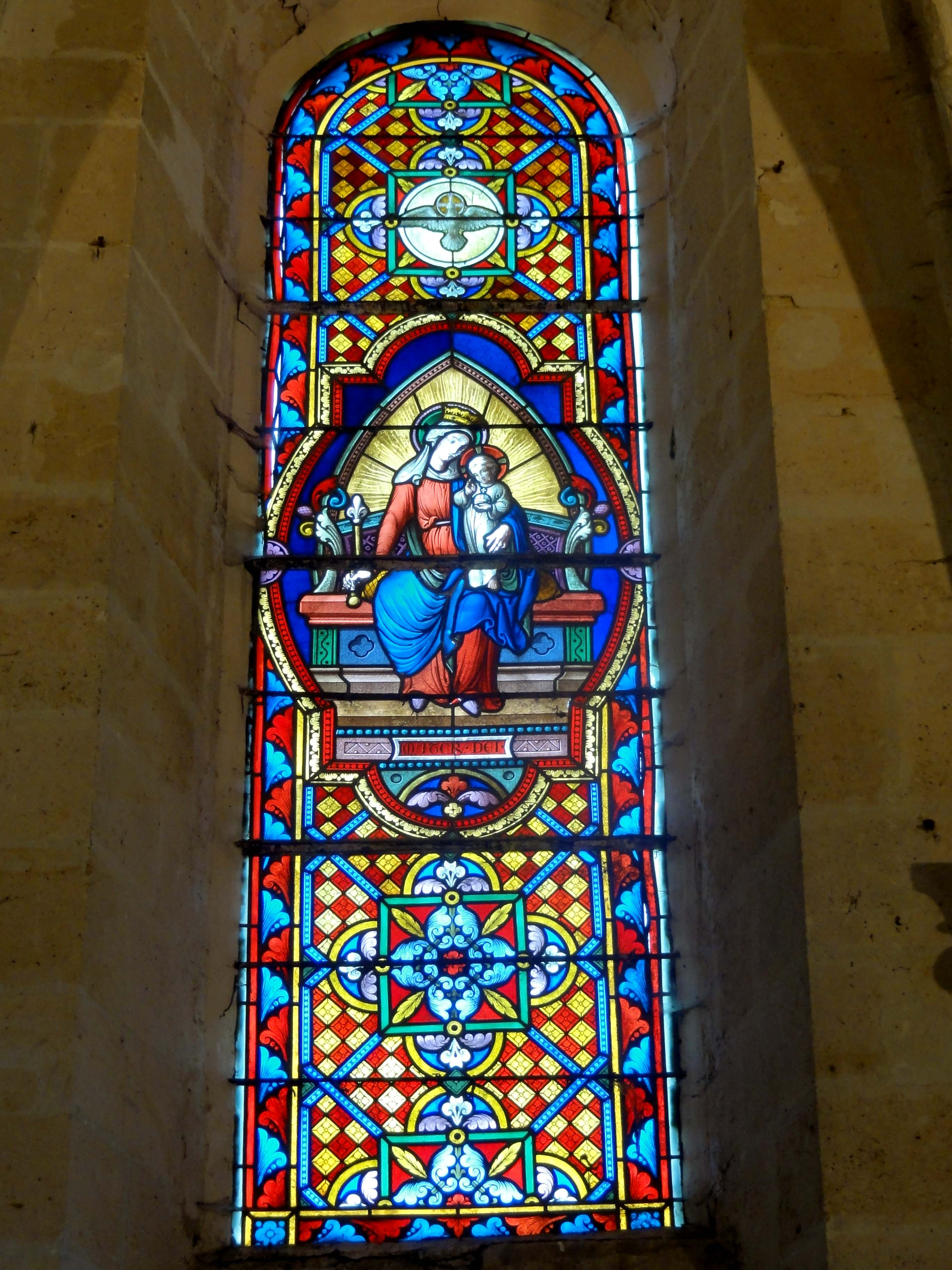
Vitrail de la Pietà.
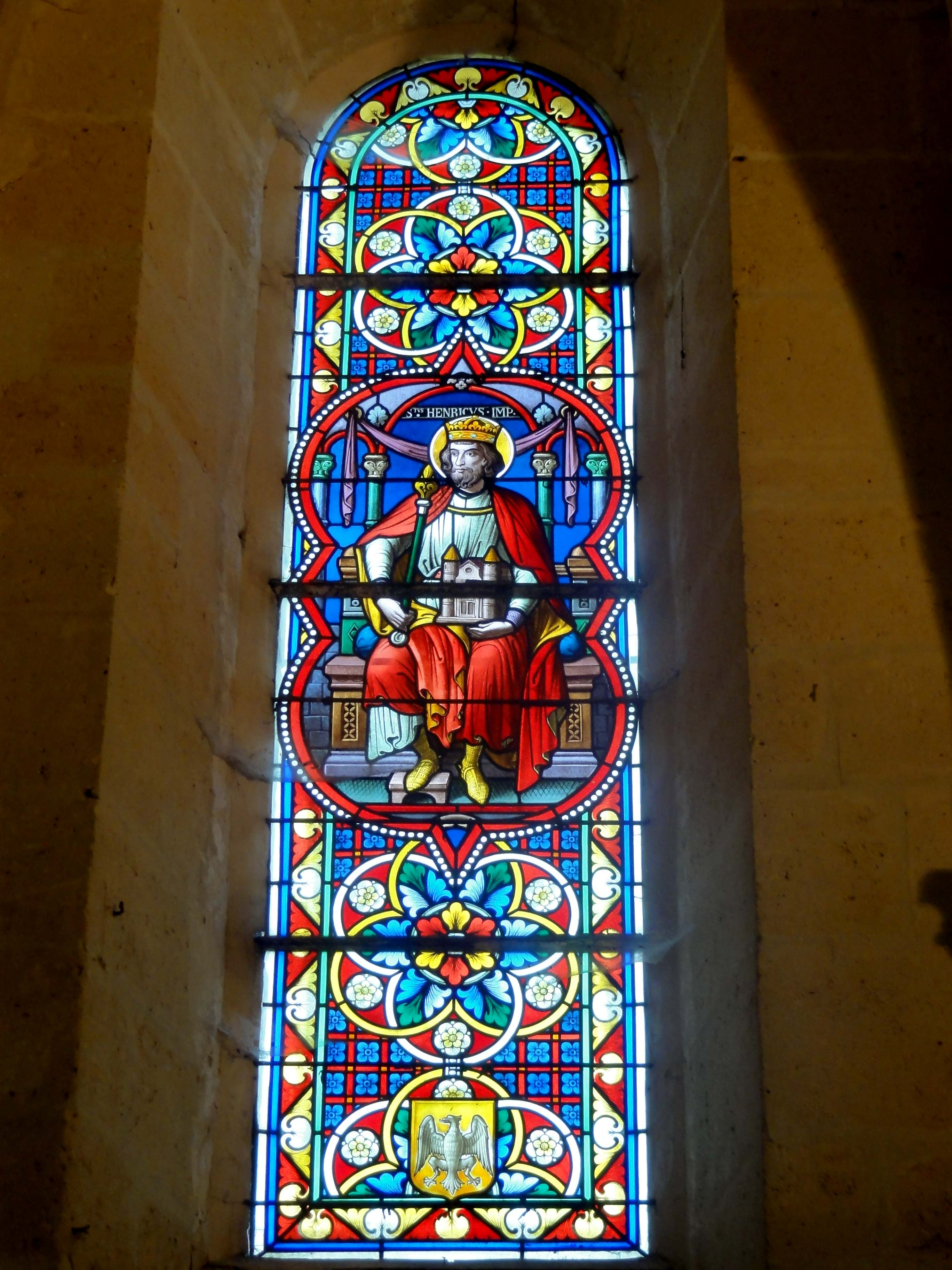
Vitrail de saint Henri.